# Mária-kegyhelyek

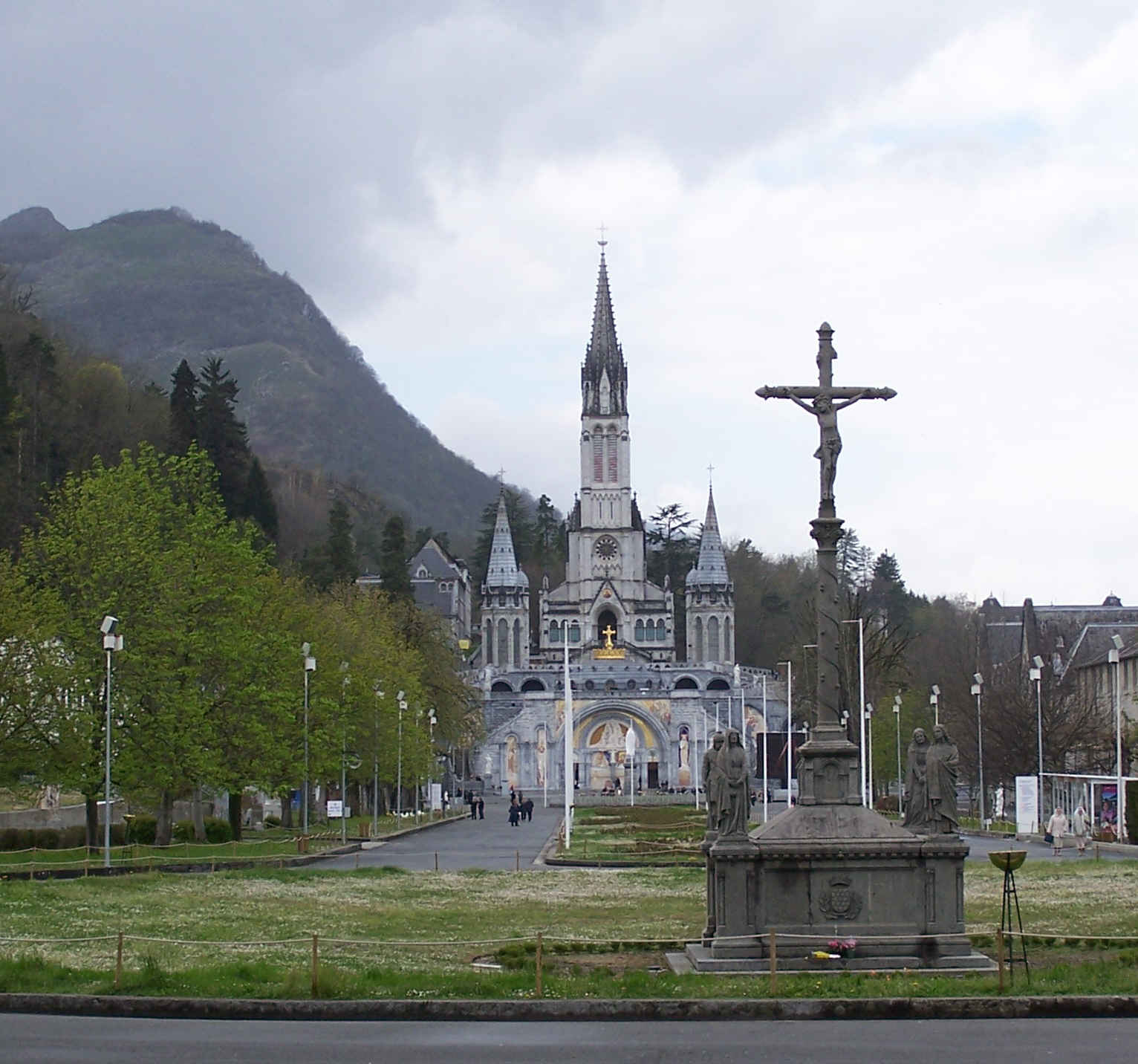
Lourdes

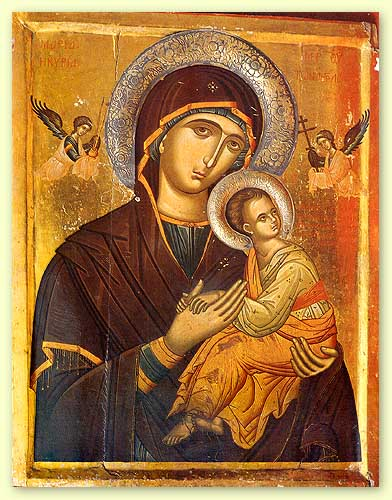
Szűz Máriát ábrázoló ikon a 16. századból

A Mária-kegyhelyek a Mária-tisztelet kiváltságos helyei. Kialakulásuk többnyire csodának vagy Mária-jelenésnek köszönhető. Olyan katolikus vagy ortodox kereszténység által elismert búcsújáró hely, ahol csodatévő Mária-képet vagy Mária-szobrot tisztelnek vagy a jelenéssel kapcsolatos tárgyat. Ezeknek tiszteletére sok esetben templomot építettek, illetve a zarándoklatokhoz alkalmas tereket alakítottak ki. Ezek azok a kegyhelyek – templomok, kápolnák –, ahová különleges vallási okból számos hívő zarándokol el a helyi ordinárius, megyés püspök jóváhagyása alapján. Ezen a vallási okok között szerepelhet például a bűnbánat, kegyelemkérés, betegek gyógyulási vágya. A kegyhelyek helyszínének közelében sok esetben gyógyító erejű kutakat, forrásokat tartanak tiszteletben.
Újabb jelenségként Szűz Máriának előbb szobrokat majd legújabban óriásszobrokat állítanak ott, ahol csodás jelenés nem történt. Nagyobb közösségeknek, népeknek, néprészeknek is szükségük van ilyen szakrális csomópontok kialakítására, helyesebben megtalálására. Ezeken a szakrális csomópontokon rendre megjelentek a vidék lakói, és távolról jött zarándokok, hogy ezen ünnepekkor is átéljék a Szűz Mária ünnepeinek fordulóit. Közösségükkel (a kultuszhely vonzáskörzetének többi lakójával) kapcsolatukat fönntartsák, testi, lelki bajaikra gyógyulást találjanak. A kereszténység elterjedése óta pedig a búcsújárás szokása alakult ki. A keresztény országokban ezek a csomópontok az idő múlásával másodlagos hangsúlyt kaptak, elsődleges maradt a templomi istentisztelet. A szentek ereklyéi körüli tisztelet inkább a múlté maradt, a csodás események helyén bontakozott ki sokszor a kegyhelyek kialakulása.
A történelem során igen hamar, már az ókori egyházban megtaláljuk a Mária-kultusz dogmatikus alapjait. A Szűzanya legrégibb képe a Priscilla-katakombában a 2. századból ismert. A 4. századtól indult virágzásnak a Szent Szűz kultusza. Ugyancsak ebben az időben született a legtöbb máriás liturgikus szöveg, valamint megjelentek a Mária-ünnepek is. A középkorban kezdődött a Szűzanya szombati kultusza, valamint sajátos népi ájtatosságként volt jelen a Mária-siralom. A 19. században több új ünnep is született. 1854-ben IX. Piusz pápa kihirdette a szeplőtelen fogantatás dogmáját. 1907-ben a lourdes-i jelenések emlékére rendelt el ünnepet február 11-ére X. Piusz pápa. 1942-ben ajánlotta fel a világot Mária szeplőtelen szívének XII. Piusz pápa.

## Híres Mária-kegyhelyek
- Fátima (Portugália) 1917. május 13-án itt jelent meg a Szűzanya Lúcia dos Santos, Jacinta és Francisco Marto testvéreknek.
- Lourdes A Lourdes melletti Massabielle-sziklafal barlangmélyedésében a 14 éves Bernadette Soubirous-nak 18 alkalommal jelent meg a Boldogságos Szűz Mária. Bernadett egyik testvérével és egy barátnőjükkel rőzsét gyűjteni indult. A folyóhoz érve édesanyja intésének engedelmeskedve megállt és levetette a zokniját, nehogy a sekély vízen átlábolva a zokni elázzon, s ő megbetegedjen a ködös, hideg időben. Emiatt lemaradt két társától. A közeli barlangban meglátott egy különlegesen szép, fehér ruhás hölgyet: kék övet viselt, lábain egy-egy sárga rózsa, a kezében rózsafüzér volt. Bernadett nem tudta, kit lát, társai semmit sem észleltek. A jelenés bűnbánatra, a bűnösökért való imádságra intette, fölszólította, hogy fakasszon forrást a barlang meghatározott pontján, igyon belőle és mosdjon meg benne. A Szűz parancsára Bernadett puszta kézzel fogott hozzá a forrás kikaparásához, amely felfakadt – bár alig érintette a leány a földet – és naponta mintegy százezer liter vizet ad. Kezdettől csodatevő erőt tanúsított ez a víz. A fehér ruhás hölgy megbízta Bernadettet, „mondja meg a papságnak, hogy építsenek kápolnát és jöjjenek körmenetben” a jelenések helyére. Egyre többen – már több mint 10 ezren – kísérték el Bernadettet a barlanghoz, de a látomásokban csak a kislány részesült. A hölgy lourdes-i dialektusban megmondta Bernadettnek: „Én vagyok a Szeplőtelen fogantatás”.

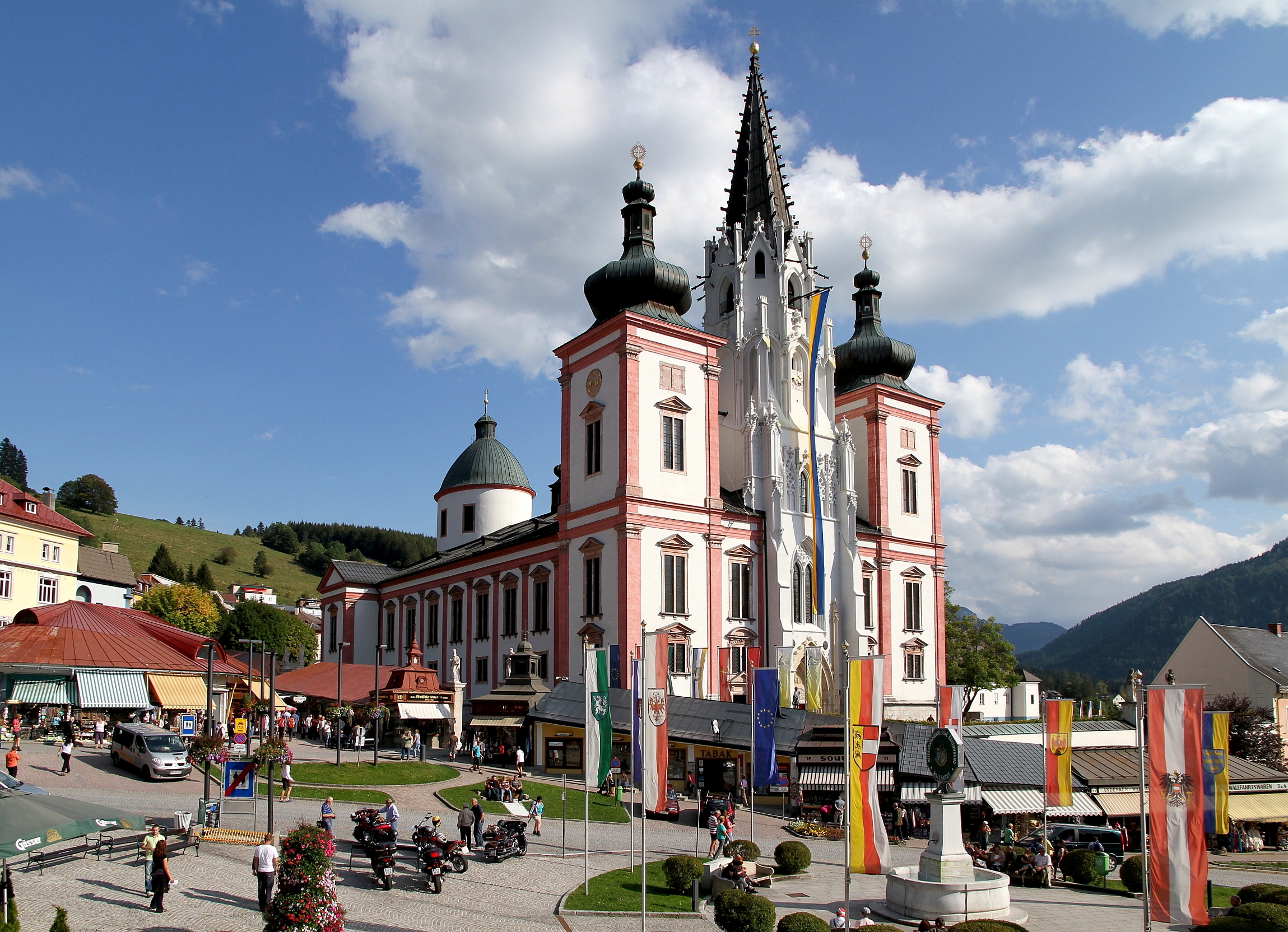
Mariazell

- Mariazell Ez a legfontosabb zarándokhely Ausztriában. A tisztelet tárgya a Szent Szűz csodatévő szobra, amelyet 1157-ben hozott ide egy bencés rendi szerzetes, és egy cellát vésett számára a sziklába „Maria in der Zelle“ – Mária a cellában. A szobor ma egy kápolnában található, amelyet gazdagon díszítettek ezüstből és más drága anyagokból készült tárgyakkal.
- Częstochowa A częstochowai Fekete Madonna, (lengyelül: Czarna Madonna vagy Matka Boska Częstochowska) ikon, amelynek csodatévő erőt tulajdonítanak, évszázadok óta vonzza a zarándokok tömegeit a világ minden tájáról. A Fényes Hegyet a világ egyik leglátogatottabb zarándokhelyévé tette. Az egyik legismertebb csoda az 1655-ös svéd invázió (az „Özönvíz”, lengyelül Potop) idején történt, amikor egy maroknyi lengyel egy egész támadó protestáns hadsereg ellen védte meg a kolostort. A megmenekülést a lengyelek a Madonna csodatévő erejének tulajdonították, a támadás feletti felháborodás és a siker pedig megfordította az egész háború menetét. A következő évben, 1656. április 1-jén János Kázmér (Jan Kazimierz) lengyel király hálából a lwówi (lembergi) székesegyházban Máriának ajánlotta fel országát, így a Szűz Lengyelország patrónája és királynője lett. A Fekete Madonna-képet később meg is koronázták. Az orosz uralom idején Miklós cár „a legveszélyesebb lengyel forradalmárnak” nyilvánította a Fekete Madonnát, és betiltotta a częstochowai zarándoklatokat. A Fekete Madonna volt az 1970-es években megszerveződő, Lech Wałęsa vezette Szolidaritás mozgalom egyik szimbóluma.
- Loreto Ez a kegyhely teljesen más, mint az összes többi. Az érdekességét egy ház adja, amelyet Mária házának Alma Domo Lauretanának hívnak. A legendát Pietro Tolonei írta le: az angyalok Mária názáreti házát a levegőbe emelték a muszlimok elől, és a dalmát Tersattóba (Trsat, Fiume) tették le, 1291-ben. A helyiek elbizakodottsága elől azonban újra felemelték az angyalok és 1294. december 10-én átvitték az Adrián és letették a loretói dombra. Ma a ház a loretói bazilika közepén áll márványba foglaltan. A régészeti kutatások megerősítették, hogy eltér a helyiek építkezési szokásaitól, a Szent Ház a Galileában építkező nabateusokra utal.[2] kövei és építési módja.[3]
- Siracusa Egy házaspárnál a feleség súlyos beteg lett. A szenvedés közben az ágya feletti egyszerű Szűz Máriát ábrázoló gipszöntvény, féldombormű könnyezni kezdett. A szobrot elvitték megvizsgálni – miközben folyamatosan könnyezett – és megállapították, hogy emberi könny. A jelenés után a szobrot az Euripidesz téren állították ki. Itt még télen is minden nap kétezren imádkoztak hozzá. Három hónap után 1076 zarándokot számolt össze a városi bizottság. 1954-re már a világ minden tájáról jeleztek zarándoklatot. Ez a lelkesedés siettette a város vezetését egy templom kegyhely felépítésére. 1954. május 7-én már le is tették a templom alapkövét. Az egyházművészetek elnöke Fallimi szerint „a templom olyan lesz, mint egy szüntelen égbe nyúló imádság”. A dombormű végső helyet itt talált, ma is itt tekintik meg a kis méretű öntött kis szobrot.[4]

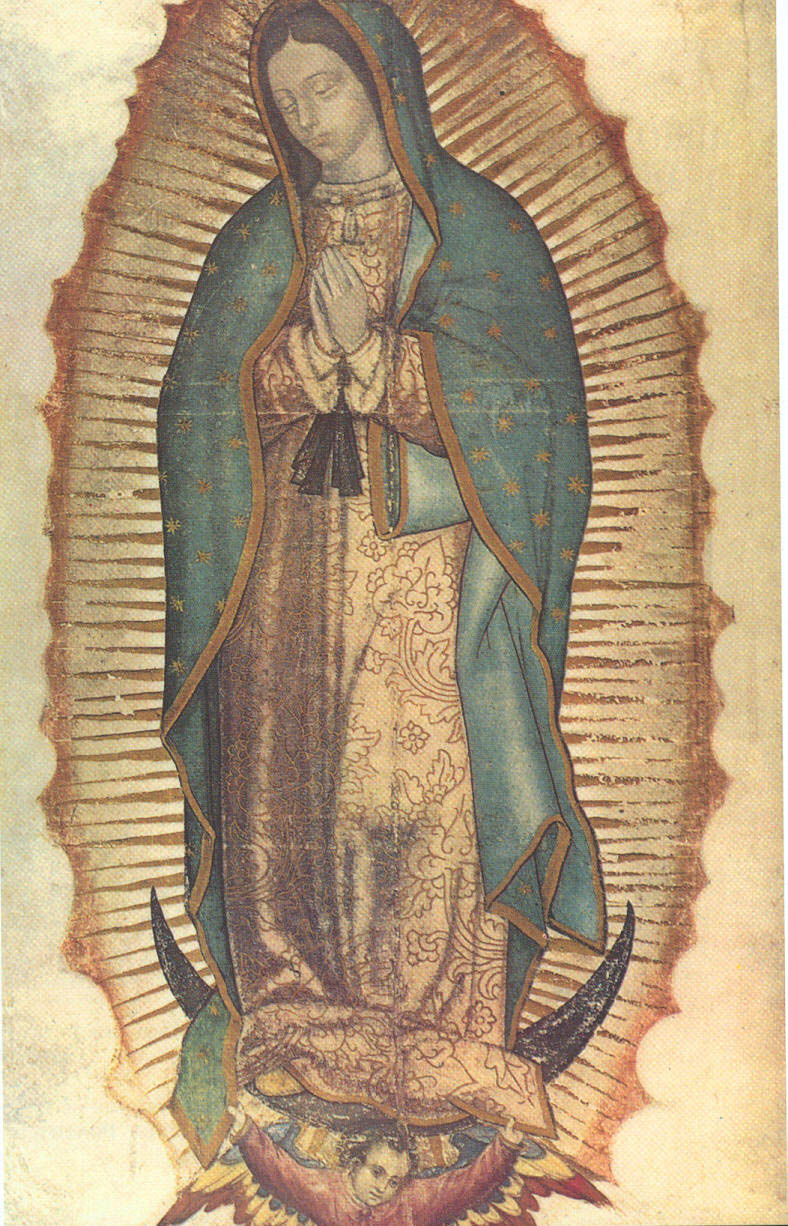
A Guadalupei Szűzanya vagy Guadalupei Miasszonyunk a Guadalupei bazilikában őrzött, 16. századi Szűz Mária ikon, Mexikó legismertebb vallási, kulturális és nemzeti szimbóluma

- Guadalupe (Mexikó) A monda szerint aranyködbe burkolózó nő jelent meg, s arra szólította föl a férfit, hogy „menj a püspökhöz […] azt akarom, hogy templomot emeljenek e helyen!” Juan Diegónak nem hitt a püspök, s másnap a találkozás megismétlődött. Diego másodszor is elment a püspökhöz, aki ezúttal azt mondta, elhiszi, hogy a Szűzanya megjelent ott, ha hoz egy jelet. Diego ismét találkozott a Szűzanyával, aki felküldte a hegytetőre, ahol csodálatos módon az évszak ellenére nyíló rózsát talált. Azon a helyen épült meg a Miasszonyunk-székesegyház, ahol máig őrzik Diego tilmáját (bő köpeny), amiben a rózsát Zumarraga püspök elé vitte. A találkozás emlékére minden évben december 12-én tartják a Guadalupei Miasszonyunk (spanyolul: Nuestra Señora de Guadalupe, vagy La Virgen de Guadalupe) ünnepét.
- Guadalupe (Spanyolország) A legendák szerint a 13. században egy cáceresi tehénpásztornak megjelent a Szűzanya. A történet szerint a pásztor elvesztette egyik tehenét, s nem akadt a nyomára. Három napig kereste az erdőben, mire élettelen megtalálta csordájának tagját. Késével keresztet vetett az állat bőrére, mire az feléledt holtából, s e pillanatban tűnt fel hirtelen Szűz Mária. Utasította a pásztort, hogy menjen társaiért, és hozza őket is e helyre, mutassa meg nekik tehenét, s hogy mily csodás eset történt vele. Amikor ideérkezik a társaság, egy szoborra fognak lelni, melyet ne mozdítsanak el helyéből, hanem építsenek egy házat számára. Később pedig majd igen fontos templom fog állni e helyütt és egy nagy város fog épülni. Így szólt a Madonna kívánsága és jövendölése, amely a legendák szerint beigazolódott. A Szent Lukácsnak tulajdonított alkotás tiszteletére valóban építettek egy kápolnát, mely egyre bővült. Később pedig kolostort is emeltek e helyen, amely ugyancsak épült-szépült és még a királyokat is zarándoklatokra késztette. A Madonna-szobor tisztelete a 15-16. században érte el csúcspontját, amikor a Spanyolföldről induló felfedezők szinte kötelezően járultak a Szent Szűz tiszteletére alkotott műalkotás elé. Ekkor vált a Guadalupei Madonna (Señora de Guadalupe) igazán a spanyolok által újonnan meghódított területek védőszentjévé.
- Candelaria (Spanyolország) A bazilika Candelaria városában, Tenerife szigetén található, 1949 és 1959 között épült. A templomban található a Kanári-szigetek védőszentje, a Candelariai Miasszonyunk (Nuestra Señora de la Candelaria) szobra.
- Panagia Trypiti (görögül: Παναγία Τρυπητή) egy, a peloponnészoszi Aigio városban található, az éltető forrású (görögül Ζωοδόχος Πηγή) Theotokosz kegyeibe ajánlott szentély. Görögország ortodox kereszténységének egyik legfontosabb kegyhelye. Sziklára épült, 30 méterrel a tengerszint fölé, 150 lépcsőfokot megmászva lehet felérni a tengerre szép kilátással bíró helyre. A sok meggyőző csoda révén, amelyeket a Szűzanya itt tett, a szentély nemzeti szinten is híres lett. Több ezer hívő zarándokol ide egész Görögországból minden év húsvétja utáni első pénteken kegyelemért és áldásért (Panagia). A Trypiti név a Tripa (görögül Τρύπα) szóból származik, amely azt a „lyukat, mélyedést” jelenti, amelyben a Madonna csodálatos ikonját megtalálták a sziklában. A narthexben, a templom földszintjén található egy forrás (görögül Αγίασμα); vizének a hívők csodatévő hatást tulajdonítanak.

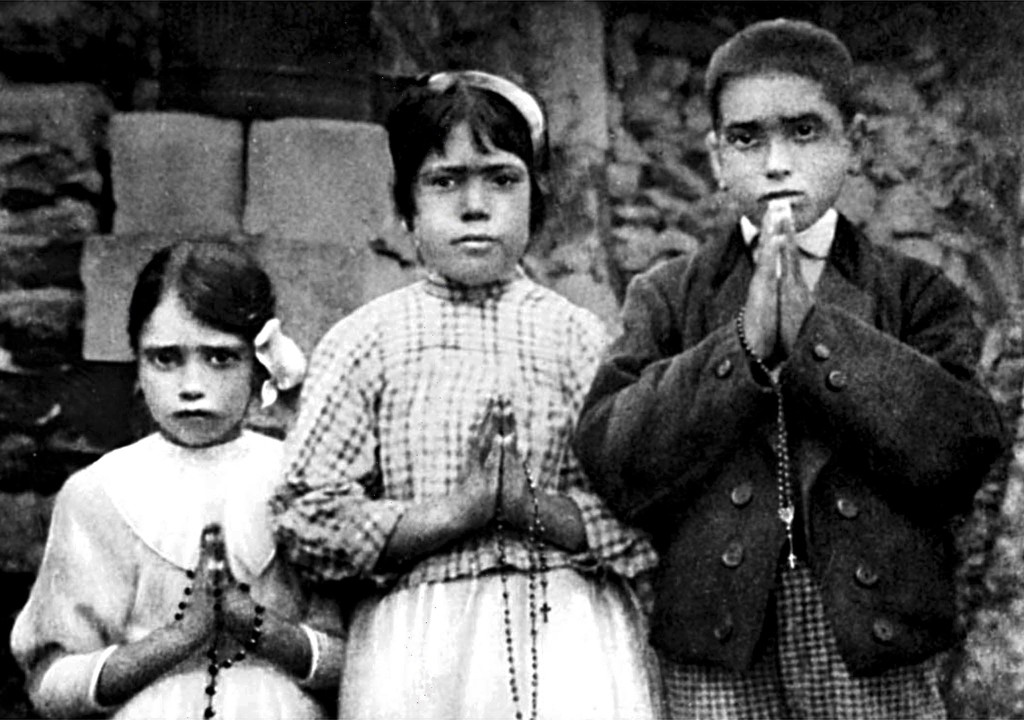
Fatimában három pásztorgyermeknek jelent meg Mária. Lúcia de Jesus dos Santos (középen), Francisco Marto (jobbra) és Jacinta Marto (balra)
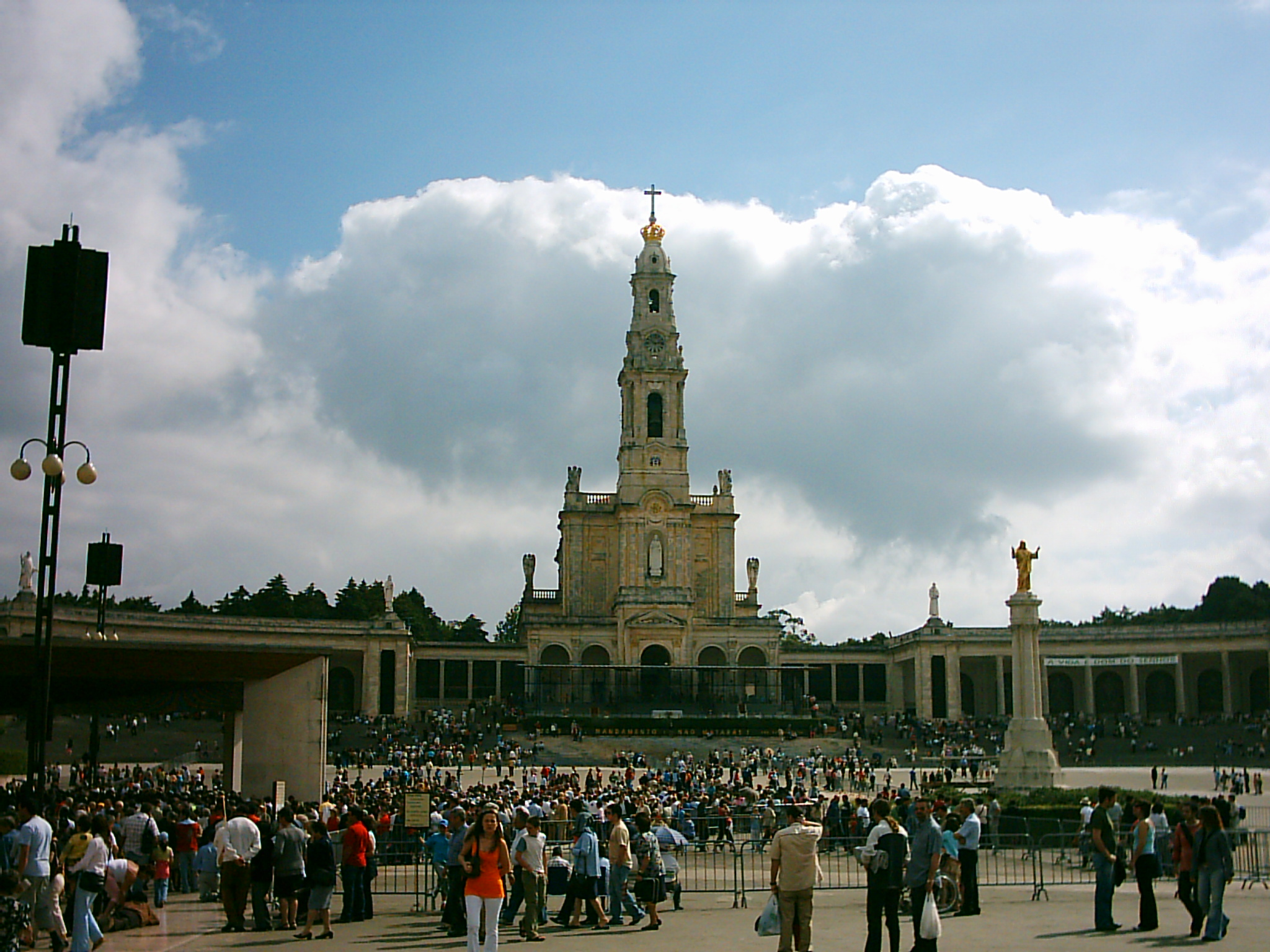
A Fatimai szentély
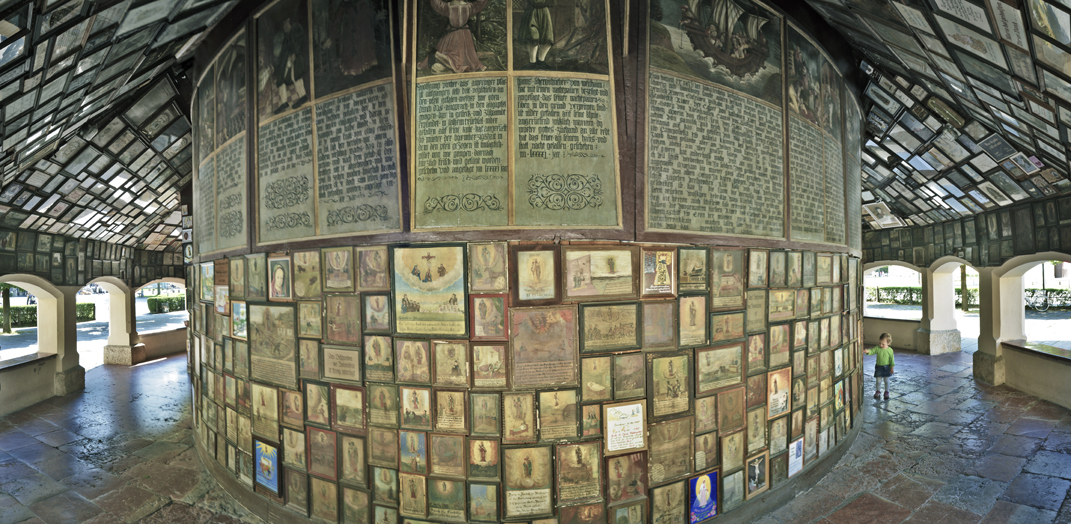
Altöttingi Mária-kegytemplomának külső kerengője gyógyulásokat, megmeneküléseket ábrázoló hálaképekkel van díszítve
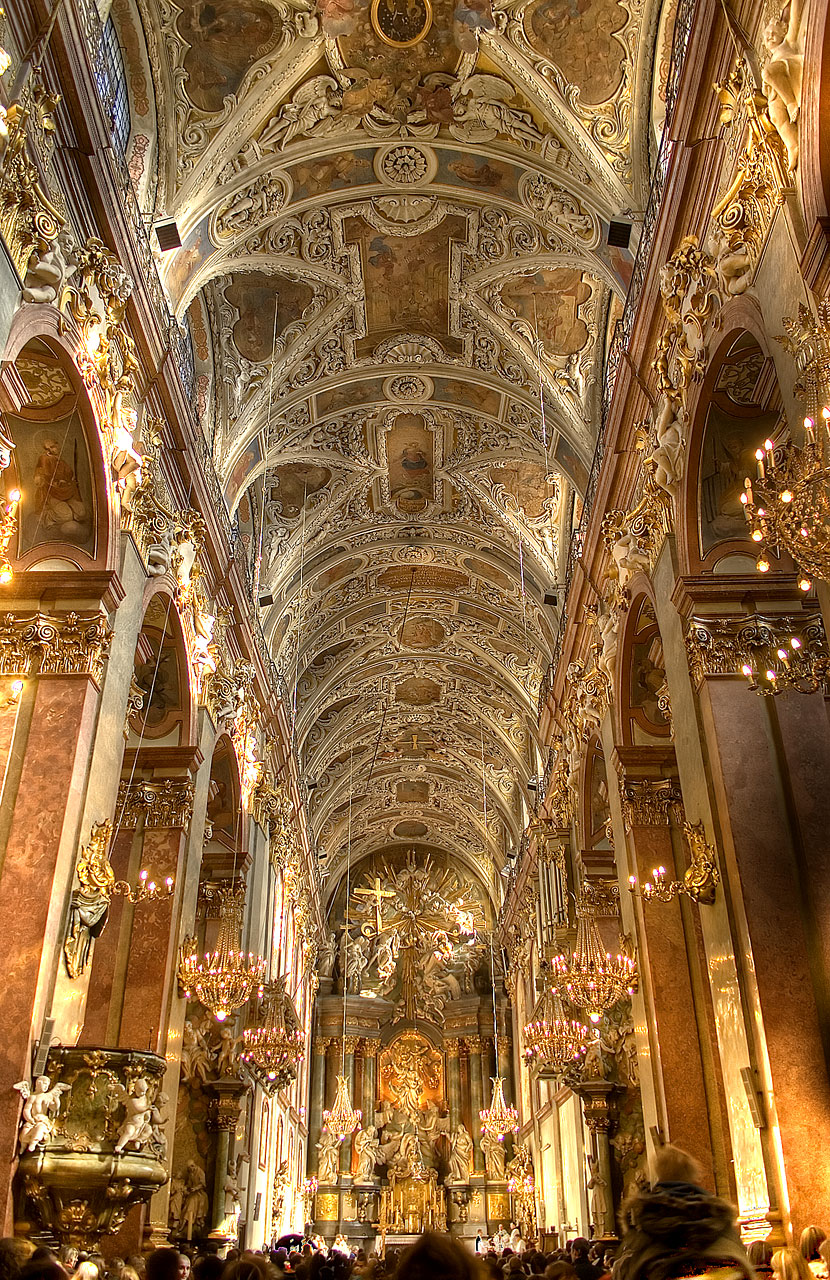
Częstochowa
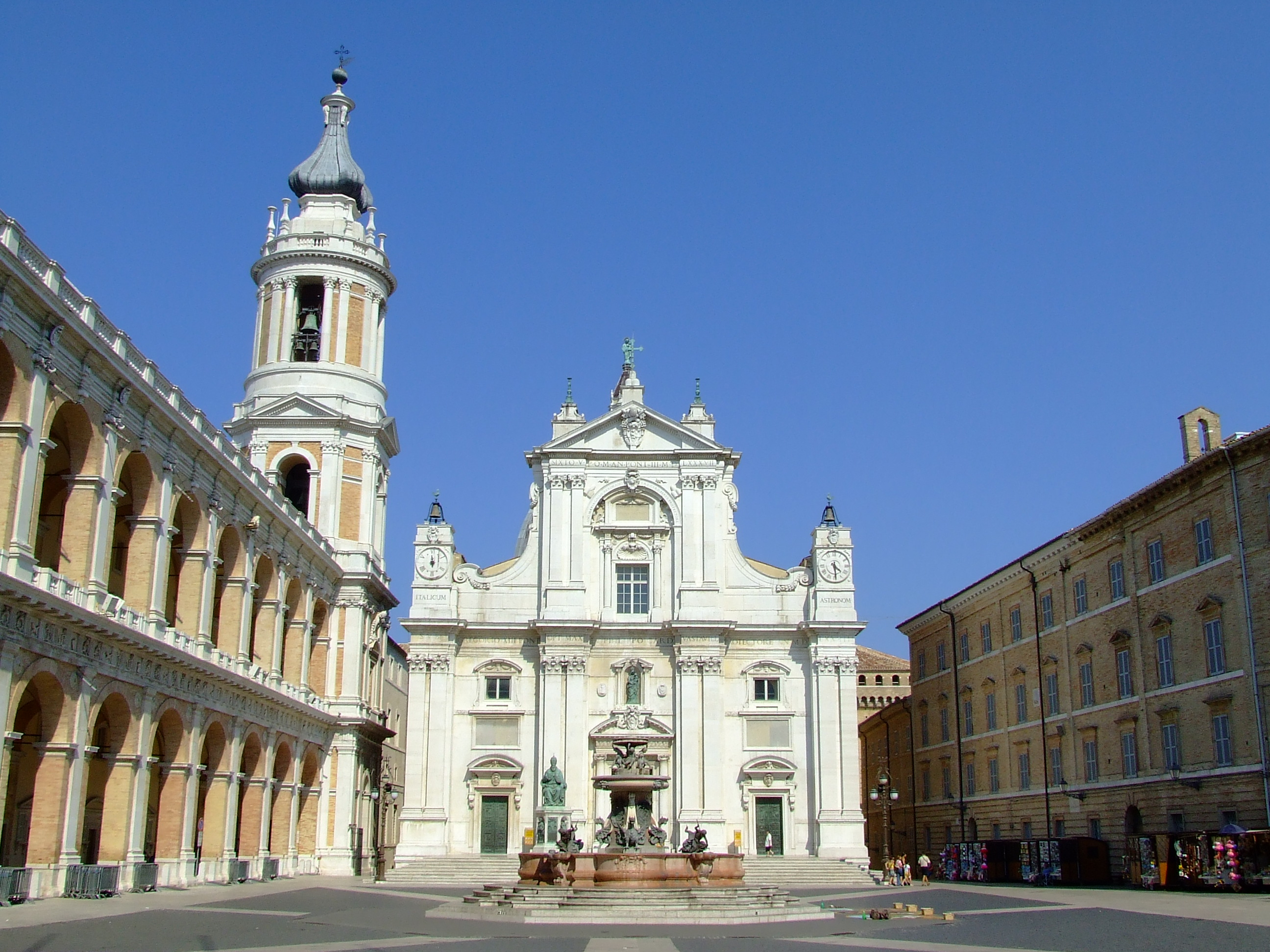
Loreto
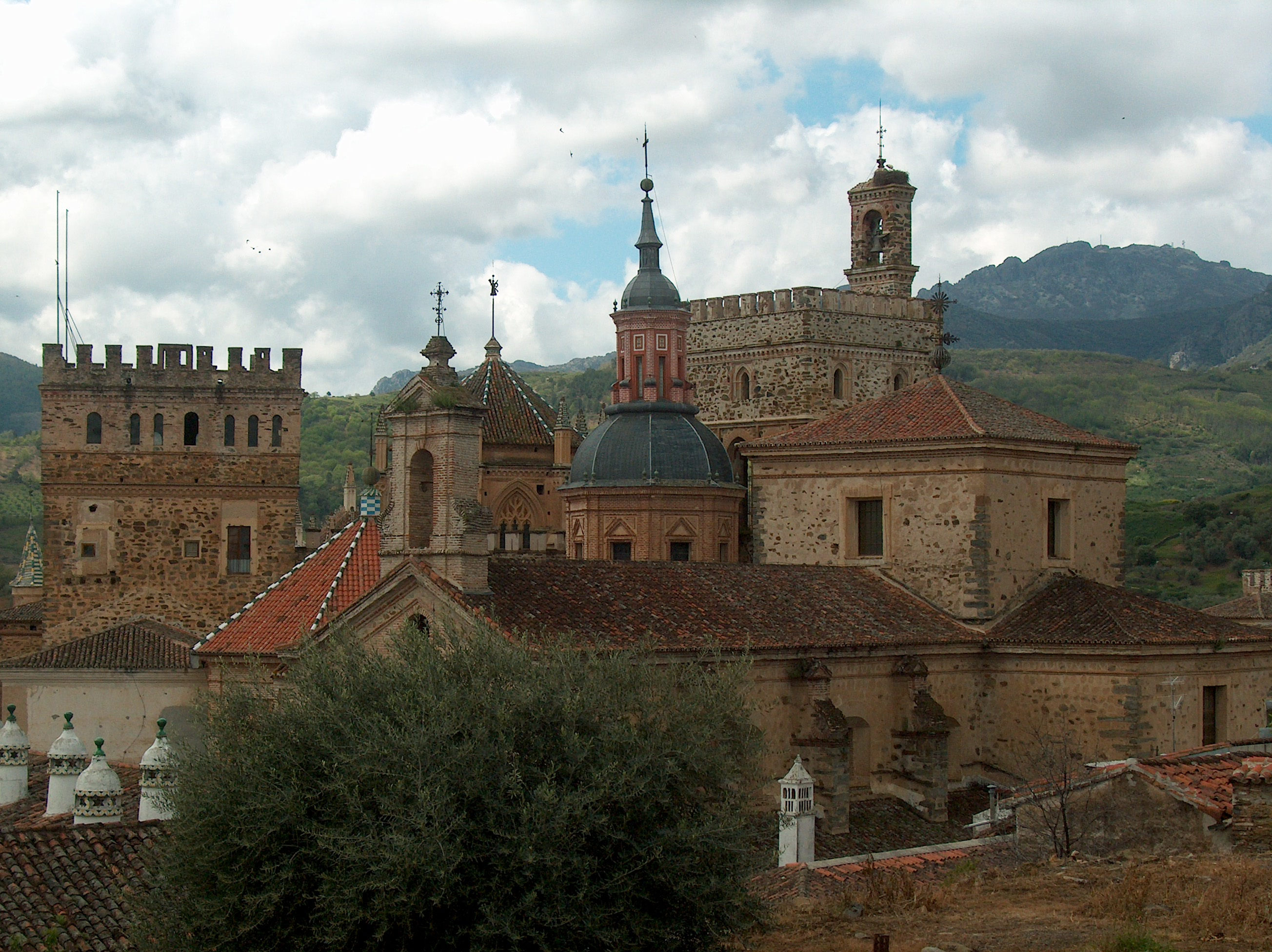
Santa María de Guadalupe királyi kolostor
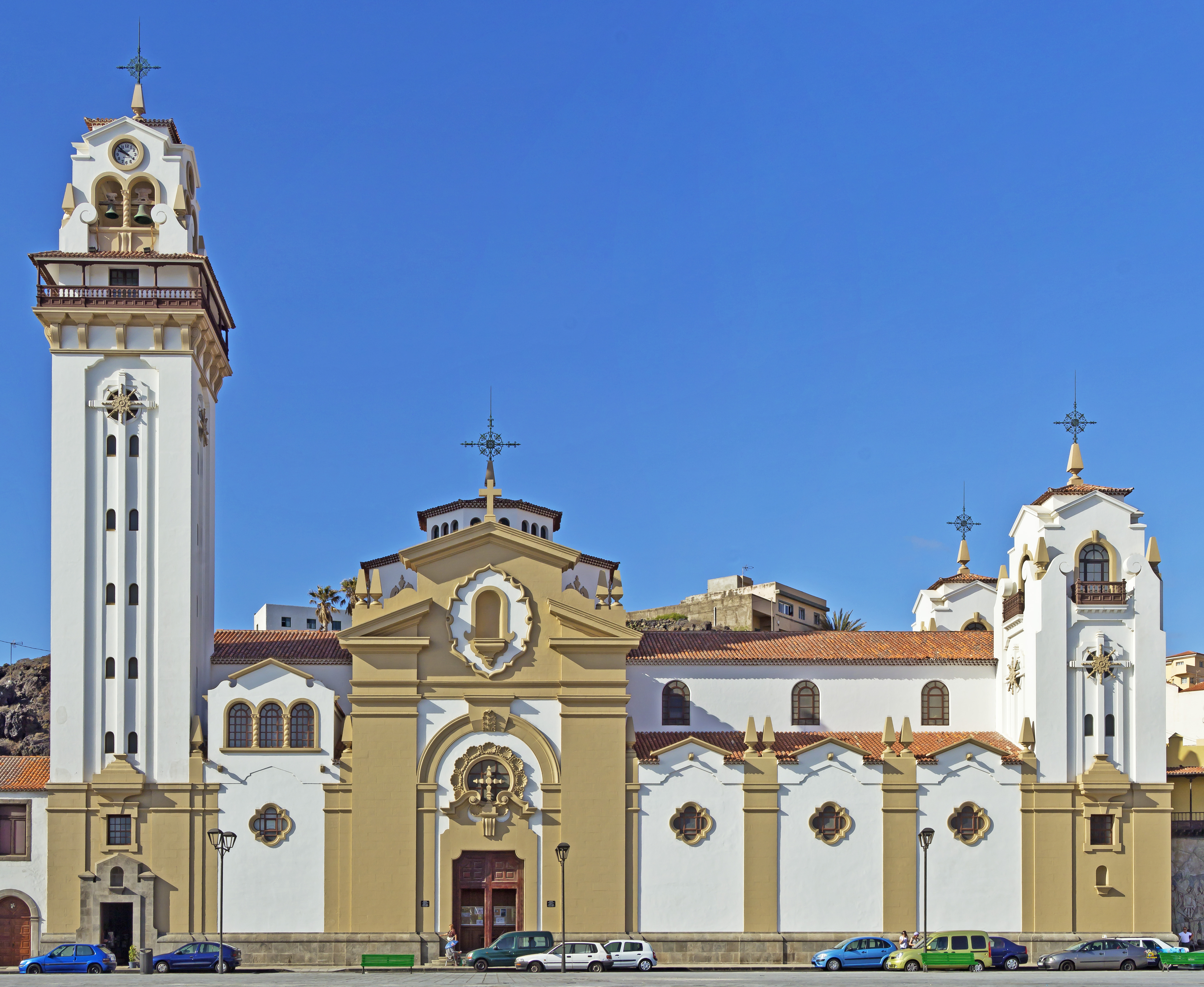
Candelariai Miasszonyunk bazilika
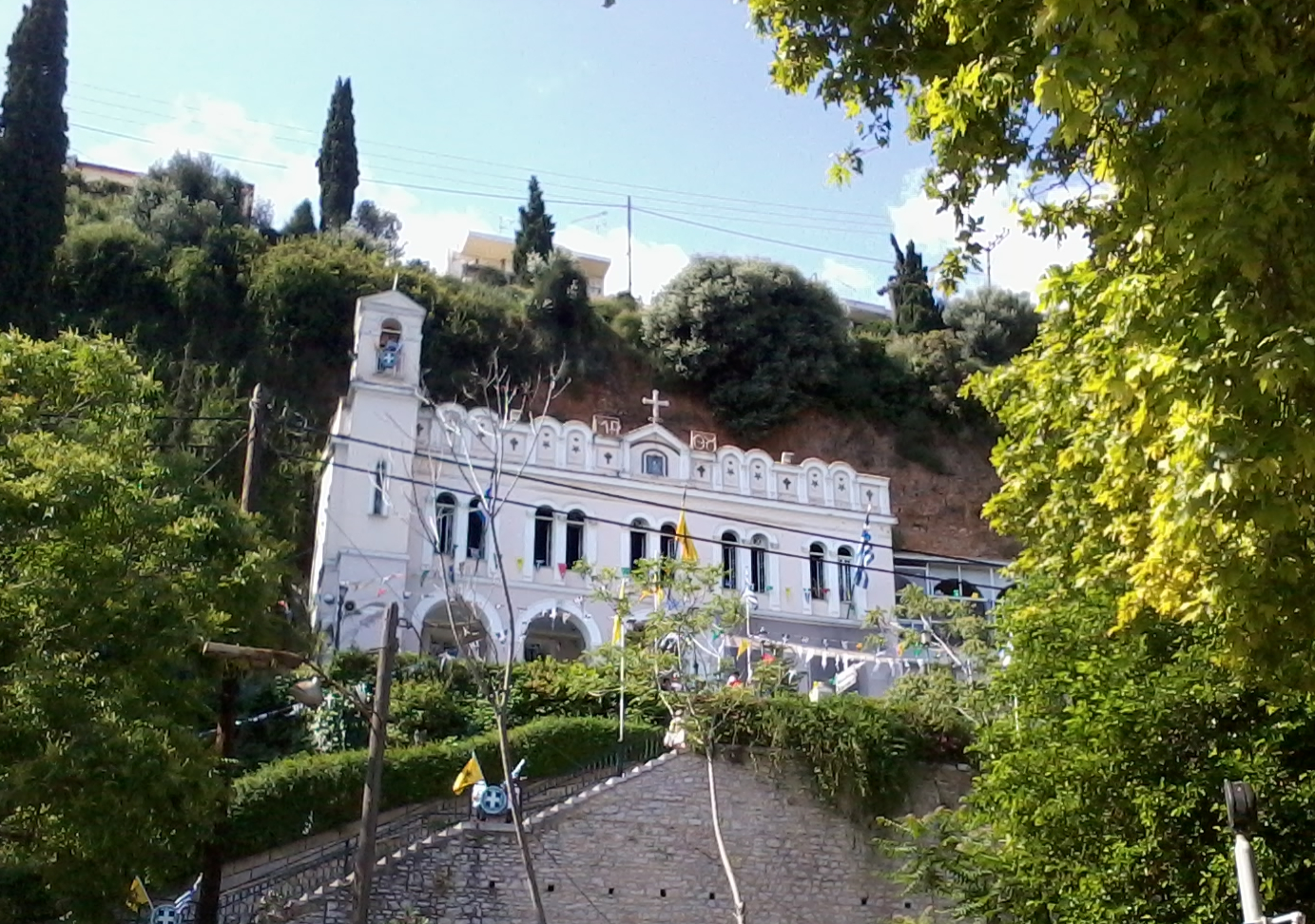
A Panagia Trypiti homlokzata

## Óriás Mária-szobrok
- Le Puy, Franciaország
- Trujilo, Venezuela
- Maracaibo, Venezuela
- Barquismeto, Venezuela
- Oruro, Bolivia
- Santiagó, Chile
- Pine Bluffs, USA, Wyoming
- Buttle, USA, Montana
- Santa Clara USA, Kalifornia
- Windsor, USA, Ohio
- Rizal, Fülöp-szigetek
- Hercegszántó, Magyarország
- Primošten, Horvátország

## A történelmi Magyarország területén lévő Mária-kegyhelyek

A történelmi Magyarország országainak vármegyéi 1881 után

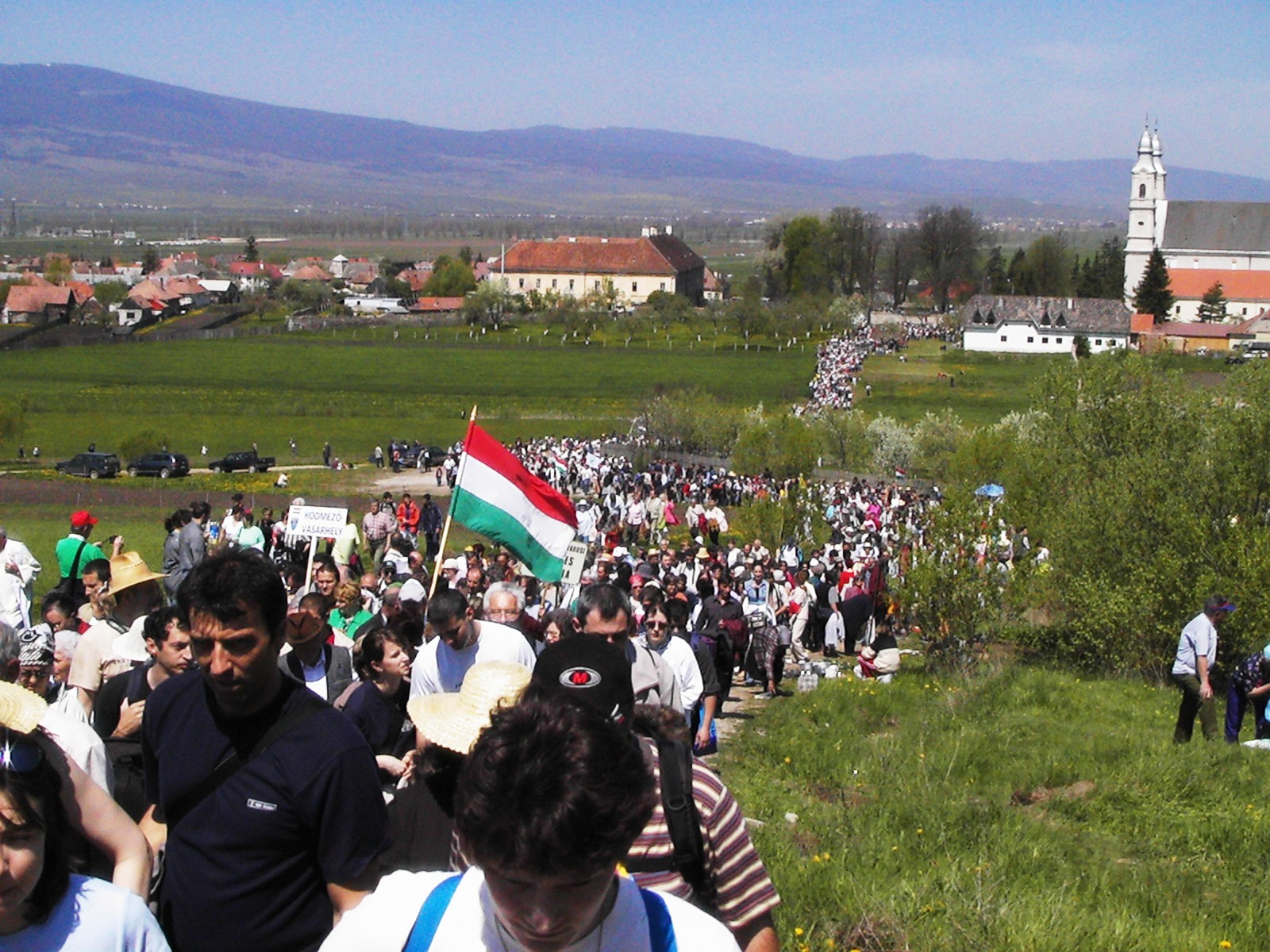
A leglátogatottabb magyar Mária-kegyhely a csíksomlyói kegytemplom pünkösdi rendezvénye

A történelmi Magyarország területén lévő magyar vonatkozású katolikus kegyhelyek szinte kivétel nélkül Mária tiszteletén alapulnak. Ma két nemzeti kegyhelyet tartunk számon. Az egyik Máriapócson, a másik Mátraverebélyen található. A legismertebb, katolikus magyarok által is látogatott Mária-kegyhelyek a következők:
Magyar búcsújáróhelyek Google-térképen jelölve
- Abos – A legenda szerint egy fogatát hajtó férfi nem engedett fel egy nőt szekerére, aki kérlelte, mert véres és fáj a lába. Háromszor is kérte, de a férfi ingerülten az ostorral az arcára csapott. Ekkor a templomban húzatlanul megszólalt a harang. A templomba siető pap látta, hogy a Mária-szobor arca vérzik. Máig is látszik a kegykép másolatán.
- Andocs – Már 1643 előtt csodatevőnek ismerték a Mindszentek templomában található Mária-szobrot. A nehéz időkben üressé váló templomban egyedül a szobort találták épen. Horváth Miklós jezsuita, az ország legjelentősebb búcsújáró helyévé tette az 1600-as évek második felére. Ma a szobrot öltöztetik. Az évszázadok óta öltöztetett kegyszobor ruhái közül körülbelül kétszázhetven köntöst őriz a plébánia. Az augusztusi Nagyboldogasszony napján több ezer hívő tart búcsút a Nagyboldogasszony-templomban.[5]
- Bács
- Bakonybél – A bencés apátság közelében található egy Mária kápolna. A hagyomány szerint Szent Günter és Szent Gellért itt élt remeteéletet. Szent Günther – úgy vélik – a forrásnál lakott.[6] A kápolnát 1230-ban említi IX. Gergely pápa bullája mint „kápolna Szent Gellért sziklája felett”.[7] A követ „Borostyán-kőnek” nevezik, de nem teljesen tisztázott, melyik szent építette a kápolnát.
- Barka – a Karmelhegyi Boldogasszony kegyhelye
- Bélapátfalva
- Bodajk – Bodajkot illeti meg a „legrégibb magyar búcsújáró hely” címe is. Már a 9. században vallásos tisztelet vette körül Bodajk szent kútját, és Szent István kezdeményezésére kápolnát is építettek a Kálvária-hegy tövében, a Szűzanya tiszteletére.
- Boldogasszony
- Búcsúszentlászló
- Budakeszi-Makkosmária (Angyalok királynéja-templom) – Traub József 1731-ben Budakeszi szélén fekvő szőlőskertjébe indult el. Útközben egy tölgyfánál megjelent neki a szenvedő Krisztus arca. később beteg lett, de csodálatos módon kigyógyult. Hálából egy olasz származású budai festőtől, Falconeritől vásárolt egy Mária-képet, – mely a „tápláló Szűzanyát” ábrázolja –, és ezt kifüggesztette a tölgyfára. Mivel a képet sokan látogatták, a veszprémi püspök, Acsádi Ádám engedélyt adott nyilvános tiszteletére. A képre a Trinitátus óbudai szerzetesrend felfigyelt, és egy egytornyos templomot épített ide. A szentképet a Fogolykiváltó Boldogasszonynak szentelték, valószínűleg a mára feloszlatott szerzetesrend főbb tevékenysége miatt.[8] Makkosmária erről kapta nevét.
- Budapest-Krisztinaváros – Buda lakosságát a 17. század végén, 18. század elején pestisjárványok pusztították. Franczin Péter Pál itáliai származású kéményseprő mester, a Budai Várban lakó módos polgár 1694-ben fogadalmat tett, hogy ha ő és családja megmenekül, elzarándokol az észak-itáliai Vigezzo-völgy Mária-kegyhelyére, Rébe, az ottani Vérehulló Szűzanya kegyképhez. A zarándoklatról a kegykép másolatával tért vissza Budára, és budai szőlejében fából fogadalmi kápolnát emeltetett. A kegyképet az akkor még Vérkápolnának nevezett épületben helyezte el. Az 1723-as tűzvészben a kápolna leégett, a kegykép azonban átvészelte azt. Az immár kőből újjáépített kápolna zarándokhely lett; eleinte jezsuiták, majd karmeliták gondozták. 1751-ben Mária Terézia is meglátogatta a kegyképet. 1757-ben XIV. Benedek pápa hozzájárult, hogy a Vérkápolna búcsúja Havas Boldogasszony ünnepén, augusztus 5-én legyen.
- Buzgó – A forrás mellett kislányoknak jelent meg Mária, ettől kezdve gyógyító hatásúvá vált a víz, szembetegségekre.
- Celldömölk
- Csatár (Veszprém mellett)
- Csatka – Egy ácsmesternek jelent meg Mária. Meizler Vilmos 1792-ben ezen a helyen csodálatos módon visszanyerte látását. 1862. augusztus 21-én egy zarándoknak megjelent Gábriel angyal és azután Szúz Mária, aki kijelölte a kápolna helyét.
- Csicsó puszta (Tolna vármegye) – (Hőgyész mellett)[9] Egy pásztor állatai túrták ki Mária-szobor darabjait, ott forrás keletkezett.
- Csíksomlyó (Székelyföld)
- Csobánka – két pásztorfiú látomása szerint az 1842-ben megjelent Mária lábnyomainál forrás keletkezett.
- Csongrád
- Csorna
- Doroszló – Szentkút – Délvidék magyarok lakta területének legnagyobb és legősibb búcsújáró helye. Már az Árpádok korában Bajkút község állt a kegyhely területén, ahova III. Béla király premontrei szerzeteseket telepít, majdan pedig Nagy Lajos király, bajkúti birtokait 1382-ben a budai klarissza apácáknak ajándékozta. A török időkben elpusztult a falu, csodatévő kútja viszont megmaradt, amelyhez a hívő nép a török vész elmúltával újból zarándokol.

Az 1807-től vezetett „Historia Domus Sancte Fontis Doroszlóiensis” tudósítása szerint 1792-ben a Szent Szűz jósága által a gombosi vak Zablóczki János visszanyerte látását, miután megmosdott a szentkút vizében. A fiatalemberrel történt csoda után a kút egyre fontosabb zarándokhellyé vált. (Hanusz István szerint a török vész utáni első csodás gyógyulás még 1700-ban történt, 1796-ban pedig már fakápolnával díszítették a forrást, amelynek leégése után épült az első kőkápolna 1796-ban.)
A kegyhely jelenlegi kegytemploma a sorban a negyedik, amely 1874-ben, az előző kápolna beépíttetése során nyerte barokk stílusú, két karcsú tornyú, 500 férőhelyes templom alakját.
XVI. Gergely pápa 1835-ben pápai jogú búcsúként örök időkre engedélyezte a Kisasszony-napi és a pünkösdi búcsúkat. A többi 12 pápai-jogú búcsút X. Pius pápa ajándékozta a Doroszló – Szentkútnak. A Kalocsa-Bácsi érsekségtől leválasztott Szabadkai Egyházmegye 1968-ban a doroszlói Szentkutat megerősítette egyházmegyei búcsújáróhely minőségében, és hivatalos kegyhelyévé nyilvánította. A délszláv háborúk idején a kegyhely látogatottsága visszaesett, de az ezredforduló óta ismét jelentős a kegyhelyre zarándoklók száma. Fő búcsúja Kisboldogasszony ünnepe (szeptember 7-8.) Nagyobb búcsúi Pünkösd és Nagyboldogasszony.
- Eger
- Egerszalók
- Ercsi
- Esztergom – A török dúlás után, a romok alól egy teljesen sértetlen fára festett madonna kép került elő 1732-ben.
- Fertőszentmiklós
- Fraknó
- Gyöngyös
- Győr – 1663-ban meghal az az ír pap Győrben, Walter Lynch, aki végrendeletében a győri „öregh templomra” hagy egy Szűz Máriát ábrázoló festményt. 1697. március 17-én Írország védőszentjének Szent Patrik napján a festmény vért könnyezik, melyet egy szemtanú leír naplójában.[10][11][12] A vérzést felfogó kendő máig megtekinthető.[13]
- Gyula – A világ minden tájáról összegyűjtött, 3000 darab Szűz Mária emlék-, és kegytárgyak gyűjteménye látható Gyulán.
- Hajós
- Hanyi-puszta (Dormánd külterülete a 31-es főút mellett)
- Hárskút
- Hasznos
- Hercegszántó – 2008. Október 13-án itt szentelték fel a világ második legnagyobb Szűz Mária szobrát.[14] Rigó István szobrász alkotása rozsdamentes acélból készült, 10 méter 53 centiméter magas. Vöő Sándor felajánlásából készült el. Azért készült ide, mert 1838-ban Klobusiczki Péter Kalocsai érsek már korábban felszentelte ezt a helyet, a megfelelő kivizsgálás lezárulta után. Itt korábban csodás gyógyulásokat, imameghallgatásokat jegyeztek fel.
- Homokkomárom
- Hont-Csitár
- Jásd – A település Szentkútjában gyakran megjelent Mária és karján a gyermek Jézus.
- Jászberény – A szentkútban Máriát látták. Kápolnát építettek oda.
- Kács
- Karancsság – A szentkútban meglátták Szűz Máriát.
- Kassa
- Kismarton
- Kistapolcsány
- Kóka
- Kolontár – A Kolontár és Devecser között található Szentkutat elkerülte a 2010-es ajkai vörösiszap-katasztrófa. A víz iható, annak ellenére, hogy a vízközművek tönkrementek. A Szentkútnál Mária-szobor áll.[15]
- Kolozsvár
- Kópháza
- Körtvélyes (Rozsnyói járás)
- Krasznahorkaváralja
- Kunszentmárton
- Lajtaszék
- Lorettom
- Lőcse
- Máriabesnyő – Az 1750-es években a vidék grófja, gróf Grassalkovich Antal volt az ország leggazdagabb urainak egyike. Egészen Bajáig az övé volt az ország középső része. Istenfélő, katolikus ember volt, külön pápai engedéllyel az utazásain egy hordozható oltárnál vehetett részt szentmisén. A gróf háromszor nősült, első felesége Láng Erzsébet özv. Bajthay Istvánné, hétévi házasság után 1729-ben meghalt. 1731-ben újra megnősült, a felesége Klobusitzky Krisztina, négy leány és egy fiú-gyermekkel, a későbbi ifjabb Grassalkovich Antallal örvendeztette meg. Hét évi házasság után ez a felesége is elhunyt. Harmadik felesége, Klobusitzky Terézia szintén hét évi házasság után halálosan megbetegedett. A gróf ekkor fogadalmat tett, hogy ha felgyógyul a felesége, akkor egy templomot épít a Boldogságos Szűz Mária tiszteletére. Az építkezés közben a gróf álmában egy szép nő jelent meg és azt mondta: „Ha a templom romjai közt, ott, ahol hajdan a főoltár állott, ásni fogsz, valami szép tárgyat találsz.” Másnap, 1759. április 19-én ebédszünetben, az isaszegi Tóth Márton napszámossal a mondott helyen kutatni kezdtek. Két ásónyom mélyen egy nagy kőlapot találtak, amelyet fölemelve a kezébe akadt valami Fidler Jánosnak, azt odaadta a társának, Tóth Mártonnak, mondván, találtam valamit, de nem tudom mi az! Lepucolva róla a földet, egy szép kis Szűz Mária-szobor került elő. A 20. században Máriabesnyő az ország második leglátogatottabb Mária-kegyhelyévé vált.
- Máriabisztrica (Marija Bistrica Horvátország) – Mária csodatevő fekete fából készült kegyszobra a legszentebb Boldogasszony, a 15. századból származik, az egyszerű népből származó ismeretlen mester alkotása a hívő népnek, amely nagy szenvedésnek és megpróbáltatásnak van kitéve. A hagyomány szerint Mária fából készült fekete szobra először egy fakápolnában volt elhelyezve, az ős-szentélyben, Vinski Vrh-en 1499-től 1545-ig. Vinski Vrh mintegy három kilométerre van a mai Marija Bistrica szentélytől. Az állandó török veszedelem miatt, és különösen hogy a törökök 1545. május 4. után Konjščinánál szétverték Zrínyi Miklós (Nikola Zrinski) seregeit, Pál plébános (plebanus Paulus de Bisthricza) Mária csodatevő szobrát áthelyezte Bistricába és titokban, a plébánia templomában az éneklőhely alatt elásta, és a szobor titkát magával vitte a sírba. Azonban Mária tisztelői kutattak a csodatevő szobor után és 1588-ban újra fellelték azt, és sértetlenül kiásták. Az újabb török veszedelem miatt azonban, amikor a törökök 1650-ben behatoltak Magyarországra, a szobrot másodszor is elrejtették. A bistricai Szűzanya szobrának második megtalálása 1684. július 15-én történt. Miután előkerült a lassan már feledésbe merült Mária-szobor, ismét a zarándokok tiszteletét élvezte. A Bistricai Szűzanya szobrának csodálatos megtalálásai és a csodatételeinek híre a zágrábi püspökség határain kívül is ismertté vált, Stájerországban és Magyarországon is híre ment. A bistricai búcsúhelyre özönleni kezdett a minden tájról ideérkező zarándokok sokasága.
- Máriagyűd (Baranya vármegye) – 1006-ban Szent István által alapított bencés szerzetesek egy mária szobrot találnak Gyüd falu forrása mellett. 1148-ban templomot épít II. Géza király és ide helyezik a szobrot. 1537 után a templom református lesz és a törökdúlás után 1543 után a szobor elvész, a templom elnéptelenedik. 1687-ben azonban sorozatos Mária-jelenések arra biztatják a híveket szerezzék vissza a templomot, melyet két év múlva is visszakapnak. 1706-ban újabb jelenések voltak. 1788-ban az osztrák császár bezáratja a kegyhelyet, elkobozza a tárgyakat. A jegyzőkönyv szerint 106 mankó, két mázsányi arany ezüst tárgyakat visznek el. Az irat szerint 302 váratlan gyógyulás történt. 1805-ben a pápa VII. Pius elismerte, és hivatalosan visszaállította a kegyhelyet. 2008-ban a templom basilica minor rangot kapott. A mai kegyszobor 1713-ból való.[16]
- Máriakálnok (Győr-Moson-Sopron vármegye) – 1529-ben a törököktől visszahúzódó keresztény seregek az itt található vízből ittak és sebeik csodával határos módon begyógyultak. A kút gyógyítóereje leginkább szem és lábbetegségekre jó. Később egy halász a Dunában egy hársfából faragott Mária szobrot talált. Egy kis építményt készített fölé, majd a fia kápolnává bővítette. A falú földesura eltévedt egy ingoványos helyre tévedt és megmenekülésének emlékére nagyobb kápolnát emeltetett. De később 1873-ban leégett, elégett az oltárkép, a mennyezet is leszakadt, de a szobornak semmi baja nem lett. A víztől, tűztől megmenekült Mária-szobrot ma a Sarlós Boldogasszony templomban van. A forrás pedig a kápolnában az oltár alatt van.
- Máriakönnye (Vodica)
- Máriakéménd – A búcsújáróhely kialakulása egy csodás jelenéshez kötődik. 1740 áprilisában a Szent Miklós templom romjai között néhány helybeli kislány füvet gyűjtött, amikor egy mélyedésben a kis Jézust karján tartó Szűzanya fényben tündöklő szobrát pillantották meg. A szobrot nem tudták kiemelni a földből, eltűnt. A jelenés hírére hamarosan közelről és távolról jöttek zarándokok. Ezért a falu bírója a búcsúsok követelésére a romos Szent Miklós templom szentélyét szalmával befedette, hogy ott misézni lehessen. Kéménd ekkor még az esztergomi érsekséghez tartozott, ezért 1754-ben az ügyet kivizsgáló püspöki visitator, gróf Esterházy Károly is Esztergomból jött.
- Márianosztra – I. Lajos magyar király alapította, 1352-ben, az akkor egyedüli férfi szerzetesrend részére, a pálosoknak. A települést a magyarok védőszentje miatt "a mi Máriánk"-nak nevezték el, és a templom is ezt a nevet kapta. A visegrádi vár közelsége miatt, a magyar királyok kedvelt imádkozóhelye, de a török Nógrád várának bevétele után a szerzetesrend távozik. 1711-ben az esztergomi érsek Széchenyi hagyatéka lehetővé teszi az újjáépítést, mely eseményre Czestochowából máriaképet kap Márianostra. Laszkiri Cyprián megfesti a kegyképet a czestochowai kép mintájára, és a csodatevőnek ismert képhez érintik.[17] Miután Márianosztrára érkezik 1739-ben egy pálos haldokló testvér hirtelen meggyógyul. A képet ma "Fekete Madonna" kegyképnek nevezik.[18]
- Máriapócs (Szabolcs-Szatmár-Bereg vármegye) – Máriapócson a görögkatolikus templomban őriznek egy Mária képet, amely kétszer könnyezett. Azonban korábban elvittek egy Mária képet már Máriapócsról, az volt az első ami könnyezett.[19] Jelenleg a bécsi Stephansdom-ban őrzik, mert I. Lipót Bécsbe vitette. 1696. november 4-től december 8-ig könnyezett. A pócsiak megnyugtatása miatt Telekessy István egri püspök egy hasonlót készítettet 1707-ben. 1715. augusztus 1-jén, 2-án és 5-én ez a festmény is könnyeket hullatott. Az egyszerű ruszin fatemplomot bazilika kolostorrá alakították 1731 és 1749 között. A harmadik könnyezés 1905. december 2-án, 9-én, 30-án és 31-én következett be.[20] A képet meglátogatók között számtalan csodás gyógyulást jegyeztek le. A képet Papp István festette, aki – mint azt a – második világháború utáni restaurálás feltárta – egy régi kopott bizánci ikont festett át.[21] Az ikont Útmutató Istenanya ikonnak nevezik, mert Jézus nem áldásra emeli a kezét, – ami a többi ikon jellemzője, hanem anyjára mutat, és Mária a jobbkezével fia felé mutat.[22] Évente 500-600 ezer zarándok keresi fel a könnyező Szűzanya képéről méltán európai hírűvé vált kegyhelyet.[23]

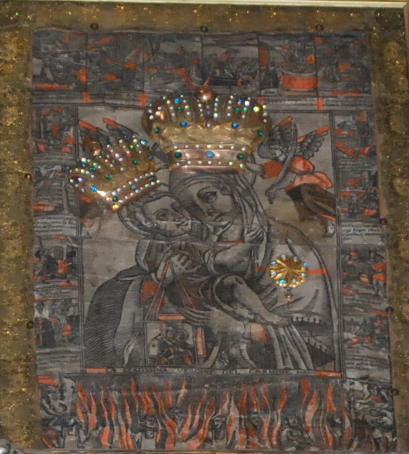
Máriaradnai oltárkép

- Máriaradna – Egy idős bosnyák férfi adományozott a helyi ferences rendnek egy Kármelhegyi Boldogasszonyt ábrázoló papírnyomatot. Ezt a képet egy fakápolnába helyezték. A radnai kolostor feljegyzése szerint 1695. szeptember 8-án a törökök elfoglalták a Maros túloldalán Lippa városát, és a radnai faházakat és a kápolnát felgyújtották. A templomi kegytárgyakat egy helyre vitték és elégették. A papírkép viszont sértetlen maradt, kissé megfeketedett. A hagyomány szerint a tűz olyan nagy volt, hogy égő zsindelyek repültek fel az égbe és ráestek a török sátortáborra felgyújtván és jelentős kárt okozván abban. Egy török szpáhi elindult, hogy a képet újra megpróbálja megsemmisíteni. A lovának patája viszont beleragadt egy kőbe, leesett és nyakát szegte. A kő mai is látható a templom déli, belső oldalába falazva. A csodás története nem sokan ismerték mindaddig, amíg 1708-ban pestisjárvány tört ki Aradon. Egy haldokló nő – Bummer Mária –, utolsó mondatának az értelme az volt, hogy addig nem fog megszűnni a járvány, ameddig nem tartanak búcsújárást Radnára. Az aradi városi tanács okirata is őrzi ezt az esetet. A búcsújárást megtartották, a pestis megszűnt. Ezután építették fel basilica minor szintre a máriaradnai templomot. A búcsújáró hely jellegzetessége a fogadalmi illetve hála adományképek és szobrok, az imameghallgatást reményében, fejében.[24] Kétezer ilyen tárgyat őriznek itt.
- Máriaremete (Budapest) – A 18. században a mai Svájc területéről, egy Thalwieser Katalin nevű asszony telepedett le Pesthidegkúton. Még hazájában nagy tisztelője volt a híres einsiedelni Máriának, amelynek másolatát magával hozta. Úgy érezte, hogy boldog házasságát egy Linzenpold György nevű, jómódú emberrel a Boldogságos Szűznek köszönheti, ezért a képet a faluhoz közel egy tölgyfára függesztette. Az erdőt járó emberek és a pásztorok sokat ájtatoskodtak előtte. A századforduló tájékán egy budai polgárasszony a kép előtt ájtatoskodva visszanyerte szeme világát. Ennek hírére a 19. század első felében indult meg a búcsújárás. A falu földesura, Terstyánszky Ignác előbb egy fa, majd később egy kőkápolnát építtetett azon a helyen. Ettől kezdve beszélhetünk népesebb zarándoklatokról, a Remete Mária kegyszobrához.
- Máriavölgy – 1303-ban egy vak koldus imádkozik az erdőben, és hangot hall, hogy közelében egy forrást fog találni és abban van egy festett Mária-kép. A forrásnál mossa meg a szemeit. Így történt megmosta, rögtön látni kezdett és kiemelte a képet a forrásból és egy fára helyezte.

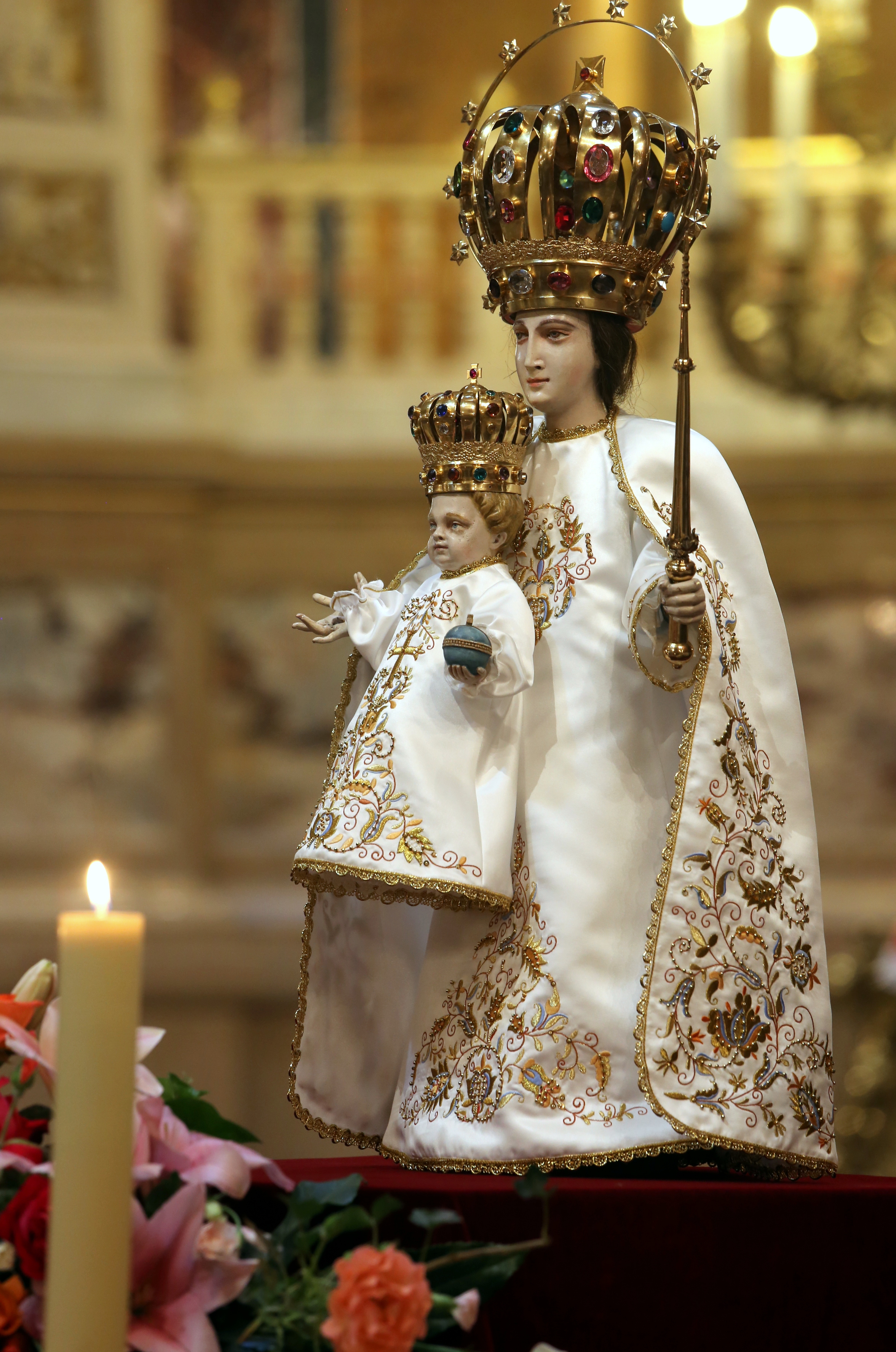
A Nemzeti Kegyhelyen 2000. óta öltöztetik a kegyszobrot, amelynek tizenhárom ruhácskája van, és az egyházi év ünnepeihez, illetve a böjti időszakokhoz igazodva öltöztetik át

- Mátraverebély – (Nógrád vármegye) A legenda szerint, Szent László a kunok ellen harcolt (1091), azonban ellenség bekerítette és egy völgybe szorult. A király egy szakadékot átugatván az első lópata földre érkezése alkalmával víz szivárgott ki a földből. A király bárdjával kiszélesítette és forrás tört elő. Egy 1714-es irat szerint egy néma kisfiú vizet keresvén lemaradt apjától, amikor megjelent a Szűzanya neki és egy lópatkójú mélyedésre mutatott, ahol víz csillant fel. Szomját oltotta és apja után kiáltott – meggyógyult némaságából. Ennek okán 1195-ben Szentkút lett a neve, a helyet szentnek nyilvánítják. 1258-ban engedélyt kap az apostoli Szentszéktől búcsújáró hely legyen. A XVI. században a törökdúlás nyomán Verebély települést lerombolják, de 1650–60 között a gyöngyösi ferencesek engedélyt kapnak egy török basától, hogy búcsújárást tartsanak. 1700-ban aranykereszt ragyogott fel a vízben. XI. Kelemen pápa kivizsgáltatta az eseteket, az azóta megtörtént gyógyulásokat, melyek valódiságát elfogadta. 1701-ben a hívők ezrei előtt megjelent a Boldogságos Szűz trónján ülve, a kis Jézussal kezében. 1714-től Lukovics Márton kisterenyei plébános feljegyzi a csodás eseteket.[25] A Magyar Katolikus Püspöki Konferencia nemzeti kegyhelynek tartja számon Mátraverebély-Szentkút néven.[26] 2000 óta a kegyszobrot öltöztetik.[27]
- Mikháza
- Miskolc
- Monok
- Nagyszombat – 1708-ban a pestisjárvány és a belső rendet megzavaró fosztogatás idején a városban elterjedt a hír, hogy könnyezik a templom főoltárán a Szűzanya festmény. Sokan siettek oda és látva az igaz hírt sokan magukba szállva bűnbánatot tartottak.
- Nyitra – A nyitrai dombon, a XVI. században kis kápolnában lévő Mária képnél fogadalmakat tesznek a hívek, gyógyulások történtek.
- Óbuda (Kiscell)[28] – Zichy László és Péter 1702-ben Máriazellből hoztak egy olyan kegyszobrot, melyet hozzáérintettek az ausztriai kegyszoborhoz. A szobor elhelyezésére kápolnát építettek 1724-ben, a Mátyás-hegy és az Árpád-völgy közötti dombon. Ezért ma ia Kiscellnek nevezzük ezt a dombot Budapesten. XII. Kelemen pápa teljes búcsút engedélyezett azoknak akik november 8-án elzarándokolnak a kápolnához. 1760-ban templom épül, és a kegyszobrot átviszik a kápolnából. 1784-ben II. József magyar király felosztja a Trinitátus rendet – lásd feljebb, Budakeszi Makkosmária -, és a templom berendezései árverés alá kerülnek. A kegyszobor az óbudai Szent Péter és Pál főplébánia templomába kerül.[29]
- Osli
- Öttömös – Tömörkény István Mária-látás novellájában örökíti meg az esetet. Egy lánynak egy nyárfánál jelent meg Mária.
- Havihegy – Pécs városrésze. Havi Boldogasszony búcsújáróhelye Baranya vármegyében, a Pécsi egyházmegyében.
- Péliföldszentkereszt
- Pétervárad / Tekia – Havas Boldogasszony-kegytemplom, az 1616-os péterváradi csata helyszínén. A csodatevő szentképet, amely előtt imádkozott, Szavojai Jenő ajándékozta a kápolnának, amelyet a Braueler család alakított templommá. A 19. században Délvidék legnagyobb zarándokhelye volt. Manapság, augusztus 5-én, több tízezren látogatják.

A péterváradi erődöt 1688-ban Miksa Emánuel bajor választófejedelem felszabadította, de 1694 őszén Ali pasa ismét elfoglalta, majd Caprara közeledtére visszavonult. 1716. augusztus 5-én Savoyai Jenő a török felett, itt aratott nagy győzelmet Savoyai Jenő a török felett. A vár kápolnáját a bécsi Breiner család építtette egy török építmény felhasználásával 1716-ban annak emlékére, hogy a török itt gyilkolta meg brutális kegyetlenséggel Breiner tábornokot 1716. augusztus 5-én. A kápolnát a Havas Boldogasszony kegyképe díszíti.
- Petőfiszállás – pásztoroknak forrás felett jelent meg Mária. Ferenc-szállás, pálosszentkútnak is hívták ezt a részt. A földes úr azonban szeméttel trágyával tömte be. Az ember lebénult és meghalt, a forrás kivetette magából a szemetet. A legendát Móra Ferenc dolgozta fel az "Ének a búzamezőkről" című regényében.
- Pozsony 1678-1679 majd 1712-1713 években Pozsonyban döghalál dúlt. Ezek után fogadalmi kápolnákat építettek. Egyet a Kálvárián, egyet a Mélyúton Szűz Mária tiszteletére, itt a Madonna plasztikája volt elhelyezve. A Jordánszky-féle forrás pedig arról tudósít, hogy Fischer Regina húszéves lánynak megjelent az akkor már elhalálozott Clement János, és elmondta, hogy 200 forintért megölt egy embert, és most a purgatóriumban nagy kínokat áll ki. Arra kérte a lányt osszanak szét a nevébe 200 forintot a szegényeknek, és helyezzenek egy Mária képet az oltárra, hogy megszabadulhasson a pokoltól. Az esetről 32-en tanúskodtak a jegyzőkönyv szerint.
- Pinkakertes, Monyorókerék településrésze
- Privigye – A Mária-képre rávésték 1721-ben, hogy 640 éves. Ezek szerint Szent László idejéből való.
- Remete (Horvátország)
- Röjt
- Röjtökmuzsaj – A Lajta folyó partján dolgozó parasztok egy szép Szűz Mária szobrot találtak. Ezt a szobrot tették az oltárra. A szépen faragott szobor kezdettől fogva nagy tiszteletnek örvendett nemcsak a falu, hanem az egész környék lakói részéről. A legenda szerint 1529-ben a Bécs alól visszavonuló törökök egyik parancsnoka magával vitte a szobrot. Útközben súlyosan megbetegedett, már-már halálán volt, amikor az egyik magyar fogoly, egy egyszerű kondás azt tanácsolta neki, hogy küldje vissza a szobrot, és akkor meggyógyul. A basa az intésre hallgatva megbízta a foglyot, hogy vigye vissza a Szűzanya szobrát. Amint a szobor elkerült tőle, a basa azonnal meggyógyult.
- Rudnok
- Sajópálfala – Az 1700-as évek elején történt (1717. január 6.-február 16.), hogy a falu templomában lévő nagyméretű Mária-kép „izzadott és siránkozott, az az, hogy a' boldogságos Szent Szűznek jobb és bal szemén barna, vagy is sötét színű tseppek láthatók valának, és hogy sem a' tsikorgó hidegben meg nem fagytak, sem a' fűtött kályha mellett egész éjjel lévén meg nem száradtak”. A könnyezést a helybeli paróchus vette észre és vezeklésre, bűnbánatra szólította fel híveit. A csodás eseményt a görögkatolikus püspökség helytartója jelentette levélben gróf Erdődy Gábor Antal akkori egri püspöknek. Erdődy Gábor Antal püspök az ilyen esetekben szokásos hivatalos vizsgálatot lefolytatta, s elrendelte, hogy a képet hozzák el Egerbe, ahol azt „hasonló több képekkel együtt” őrizet alá helyezte. A vizsgálat során tizenhét tanút hallgattak ki eskü alatt, helybelieket és környékbeli lakosokat. A sajópálfalai tanúk leszármazottai, a Bilasz, Jozefa, Kocur, Viszokay, Csabovszky, Cserni, Popovják, Rácz, Szakács családok tagjai ma is élnek a faluban. A sajópálfalai Mária-kép véres könnyezése egyike volt a 17-18. század fordulóján több helyen feljegyzett Mária-jelenéseknek.
- Sasvár – 1564-ben Gróf Czobor Imre hitvese Bakich Angelika fogadalomból készítette a Boldogasszony szobrot nyugodt házasság reményében.
- Segesd – Ökrök szántottak ki egy szobrot, bevitték a templomba, de éjszaka az angyalok visszavitték, és ott forrás fakadt.
- Solymár (Pest vármegye) – Az úgynevezett máriahilf festmények a hazai svábság körében voltak közkedvelt kegyképek. A solymári "Segítő Mária" kegyképet Lang Péter kőműves vásárolta és helyezte egy fára az erdőben a 18. század elején. 1739-ben Buda környékén pestisjárvány dúlt, és Maurer Károly Buda újlaki polgár itt imádkozott családjáért. A szomszédjai mind meghaltak a járványban, az ő családja megmaradt. Kápolnát építtetett, és ide helyezte a kegyképet, míg a helyi földesúr megépítette a plébániatemplomot 1784-ben, és ennek oltárképe lett.[30]
- Sopron
- Sopronbánfalva
- Sümeg
- Szakácsi – Két fűzfánál jelent meg Mária 1925 augusztusában, a búcsújárók elhordták a fákat, mert gyógyerejűnek vélték.
- Szany – A Szent Anna kápolnát 1753-ban építették a szanyiak. Az építőanyag szállításához csak emberi erőt vettek igénybe, azaz minden építőanyagot a kezükben és a kötényükben hordozva, énekelve és imádkozva vittek a kápolna építéséhez. A szent kút, illetve a Szent Anna-kápolna, a Rábaköz nevezetes búcsújáró helye. A Rábaköz egyik katolikus lelki központja. A búcsú nagymiséjét az Anna-napot követő vasárnapon mutatják be.[31]
- Szeged-Alsóváros – 1708-ban egy más vallású katona rálőtt a szeplőtelen fogantatás szoborra, a szobor karja letört, de a golyó visszapattanva megölte a katonát. 1552-ben a tűzvészben a szentképet a Csöpörke tóba rejtették, majd megkerült. (J.P. Kaltenbeack).
- Szekszárd
- Szent Anna-tó
- Szigetvár
- Szomolnok
- Tétszentkút (Tét) – 1715-ben egy császári katona, Ailert Keresztély azt álmodta, hogy betegségéből a téti erdő forrásánál gyógyul meg. Álma valóra vált. Csodálatos gyógyulása után a forrás mellett egy kis kápolnát építtetett, ahol a Segítő Szűzanya képének egy másolatát helyezte el. A híre elterjedt és a folytatódó imameghallgatások révén vált Tétszentkút a Rába-köz egyik búcsújáró helyévé. Eredetileg a szentkúti kápolnában az oltár alatt volt a forráskút. A századfordulón omlásveszély miatt azonban betemették és a kút azóta kiszáradt.
- Tornya – 1896-ban, a magyar Millennium évében egy Dusik Erzsike nevű 8 éves libapásztor lánykának 8 alkalommal jelent meg a Szűzanya. A jelenés helyét hamarosan hatalmas tömegek kezdték látogatni.
- Törökszentmiklós
- Töröktopolya
- Turbék
- Uhornya – Szántáskor egy segítő Szűz Mária-szobor került elő, ellopták és ismét a földben találták meg. Hó esett ezen a helyen, ami rögtön kővé változott. Ide építették a templomot és Havi Boldogasszony napján tartották búcsúját. Itt főleg szemfájások gyógyulnak
- Vác
- Vállaj
- Vasvár – A Mária-szobrot a tatárjárás elől egy fa odvába rejtették, melyet később csodálatos módon találtak meg, a szentkútnál.
- Visnyó (Felvidék) – Temploma 1514-ben gótikus stílusban épült. 1690 körül már ismert Mária-kegyhely sok zarándokkal. Kegyszobra a Boldogságos Szűzanya előtt számos csodás gyógyulás történt, híre messze földön elterjedt, annyira hogy 1714-ben kis könyvecske is jelent meg róla. A 18. század közepén egy gazdag körmöci polgár beteg leánya gyógyult meg itt. A család letelepedvén egy tágas kéttornyú barokk templom építését kezdeményezte. A templom 1769 és 1782 között épült fel.
- Zólyom (Felvidék) – Az óhegyi kegytemplomot 1448 és 1449 között építették Königsberger Mihály királyi bányaigazgató indítványára. 1589-ben bővítették. Ezután 1710-ig protestánsok mozgolódása miatt a zarándoklatok meggyérültek, még a templomot is elvették. A fából készült kegyszobrot az erdőbe menekítették egy odvas fa belsejébe, és amikor visszavitték régi helyére, a fa tövében forrás fakadt, ahol számtalan csoda történt. Az 500 éves kegyszobrot azóta zarándokok tömegei látogatják. A kegyhelyen (1600 és 1820 között még hat kápolna épült) és egy kálvária-kápolna is található, amely 1809-ben épült.
- Zsömle (Vértessomló) – 1736-ban Fahrer Krisztina polgárasszony festette meg a bécsi kapucinusok templomában lévő, Kisdedét tejével tápláló Szűzanya kegyképének másolatát. A "Szoptató Mária" elnevezésű képet az eredeti képhez érintette és a mosonmagyaróvári kapucinusoknak ajándékozta, majd a Mária kép Zsömlére került. A zsömlei (Vértessomló) kegyképre egy néma fiú mondta, hogy az a „szomorúak vígasztalója” – evvel megoldódott a nyelve hirtelen.[32][33]

## Kegyképek galériája

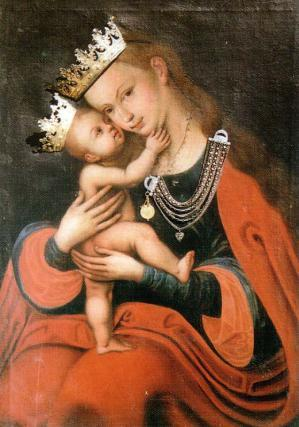
A bodajki Mária-kegykép
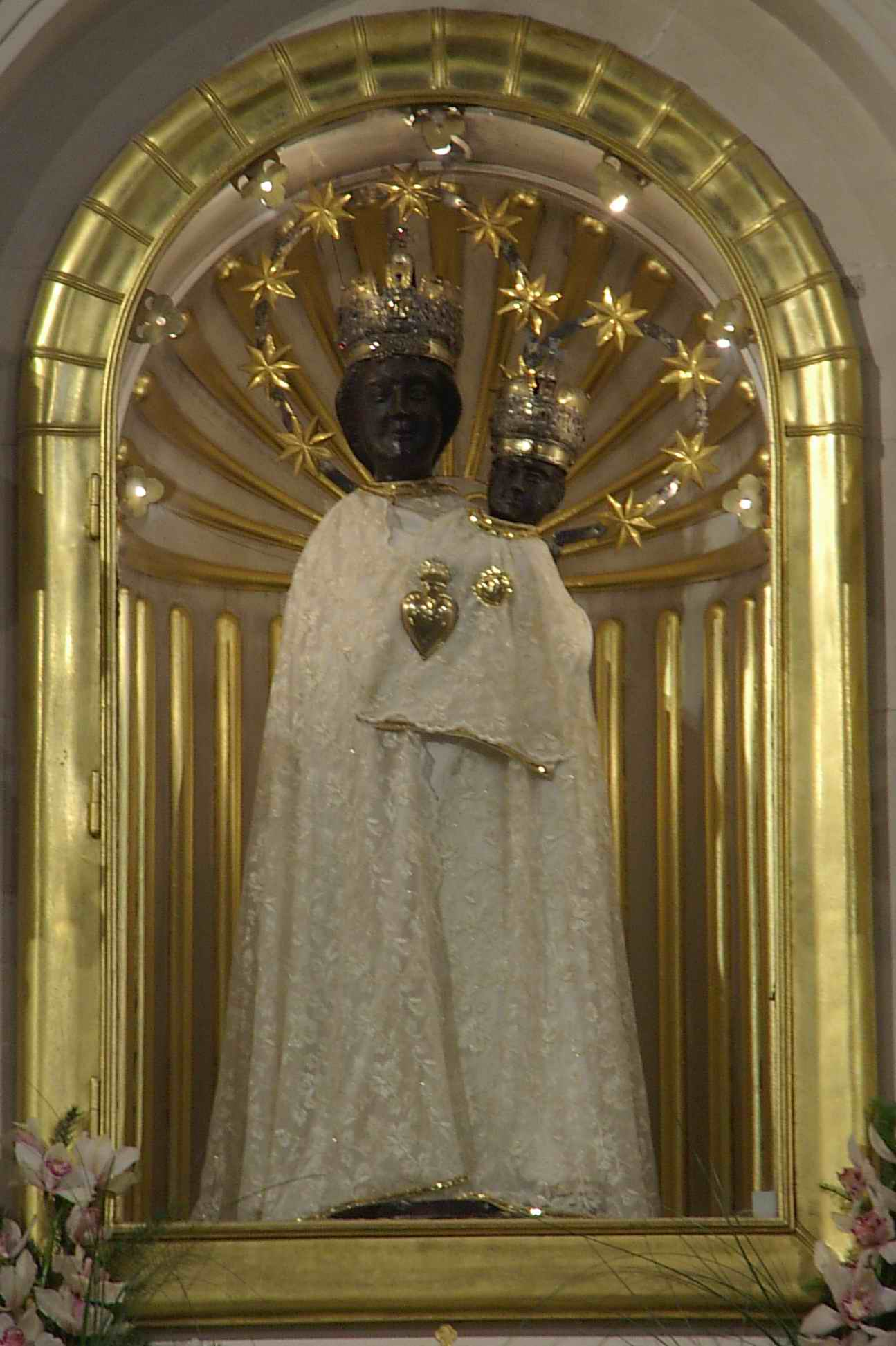
Máriabisztrica fekete fából készült kegyszobra
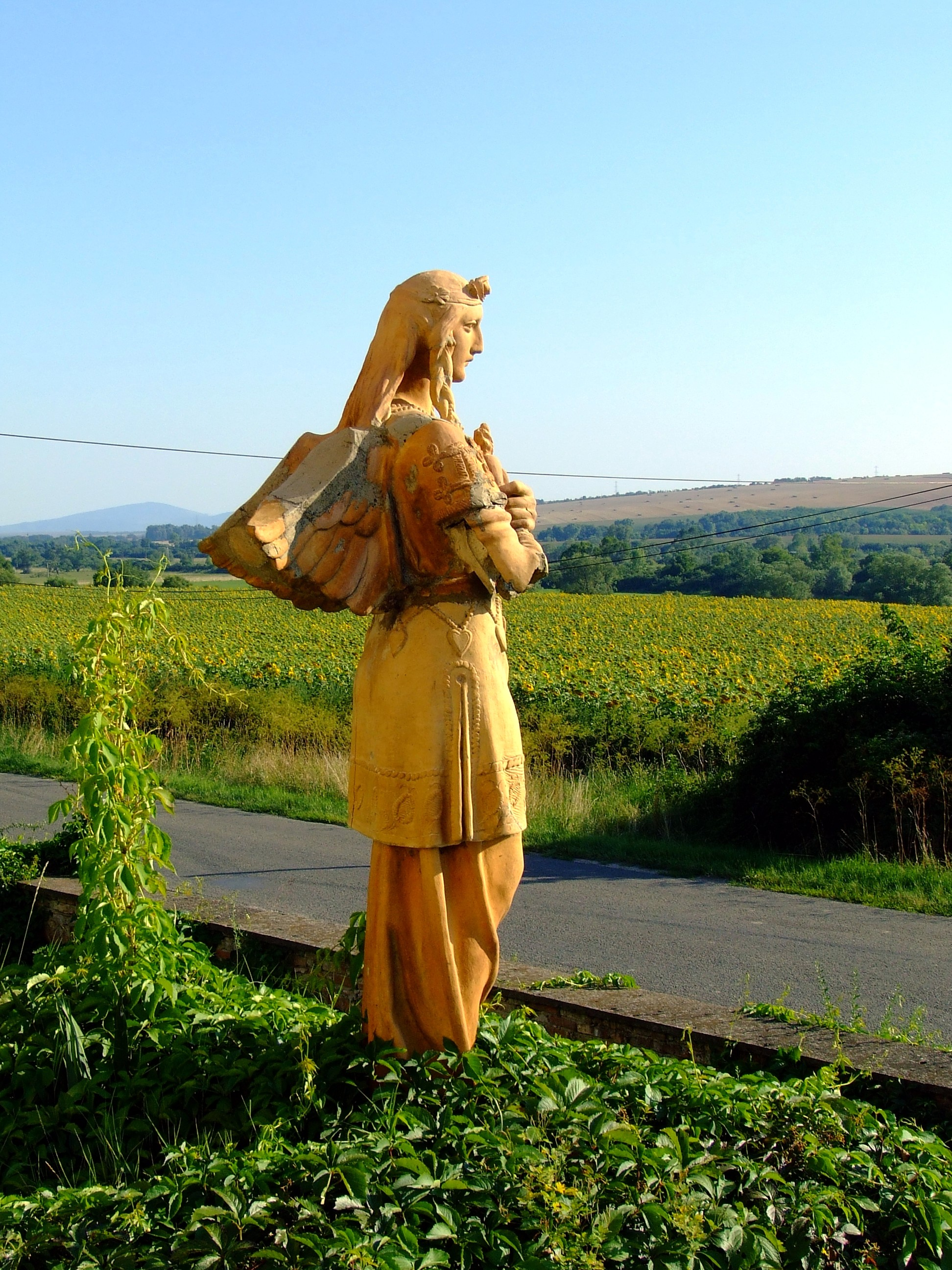
Szobor a máriakéméndi Nagyboldogasszony-templom előtt
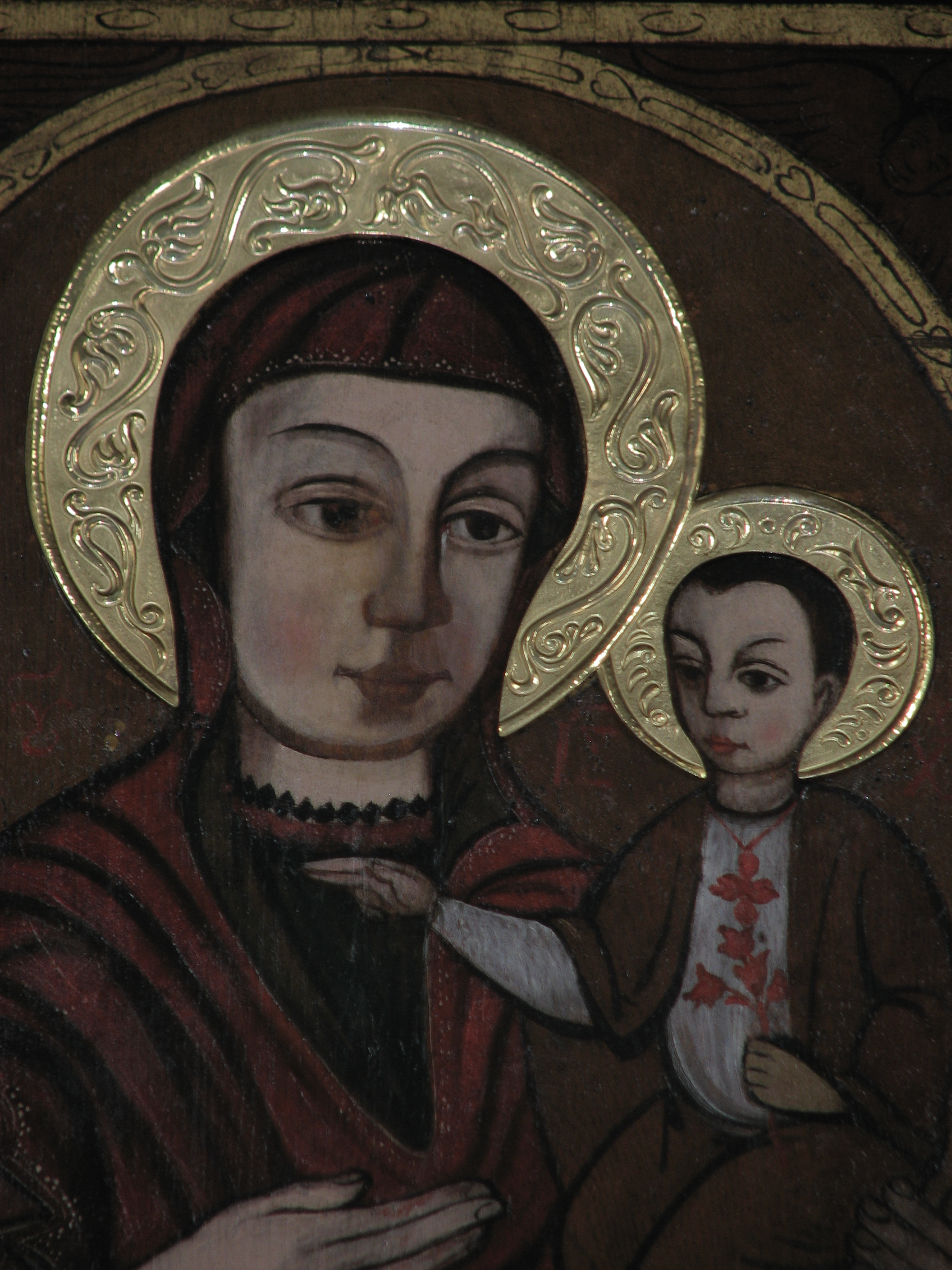
A máripócsi könnyező Mária kép
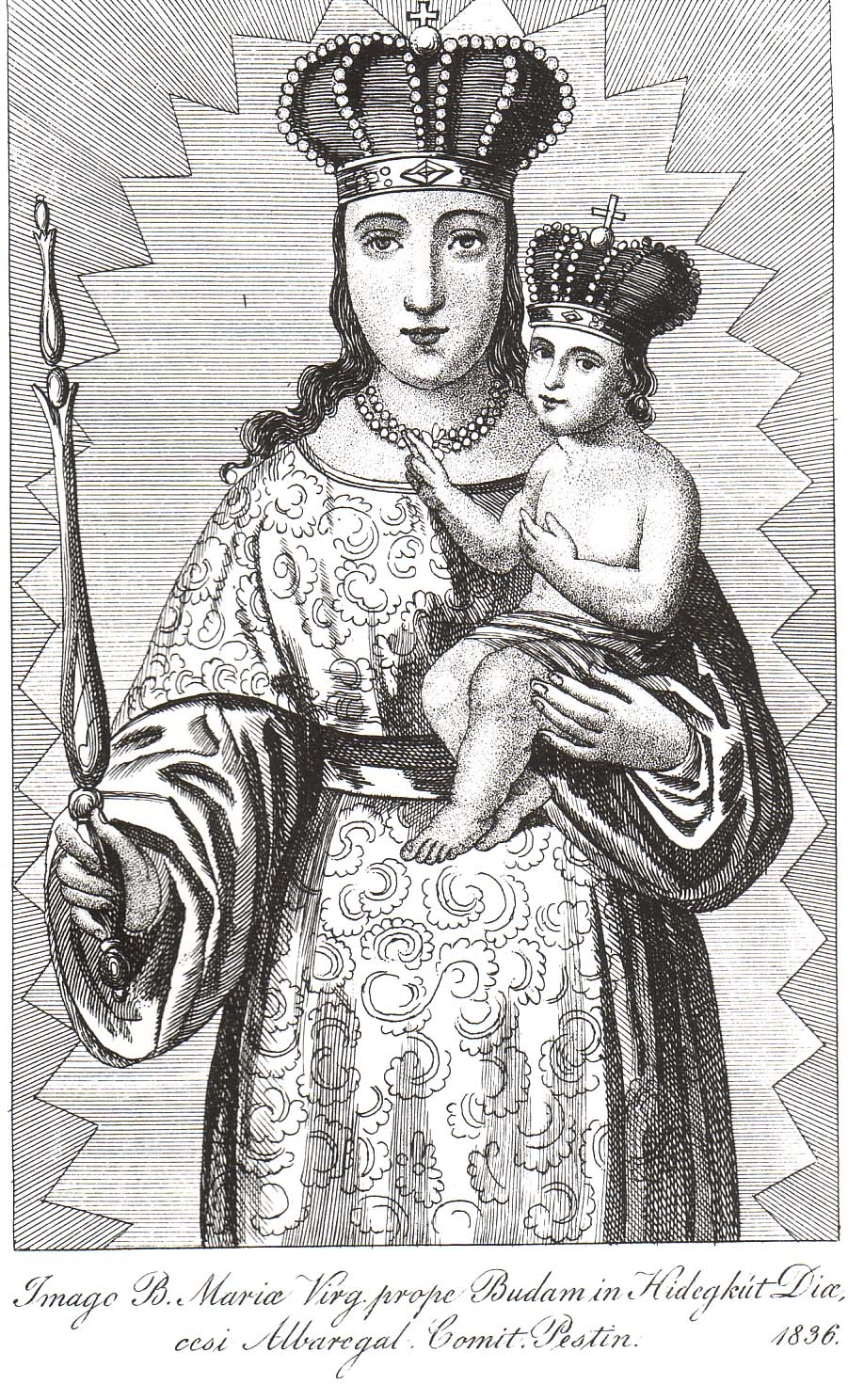
A máriaremetei (Pesthidegkút) kegykép Jordánszky Elek: A Magyar Országban 'saz ahoz tartozó részekben lévő Boldogságos Szűz Mária Kegyelem' képeinek rövid leírása. Posonban, 1836. 79. old.
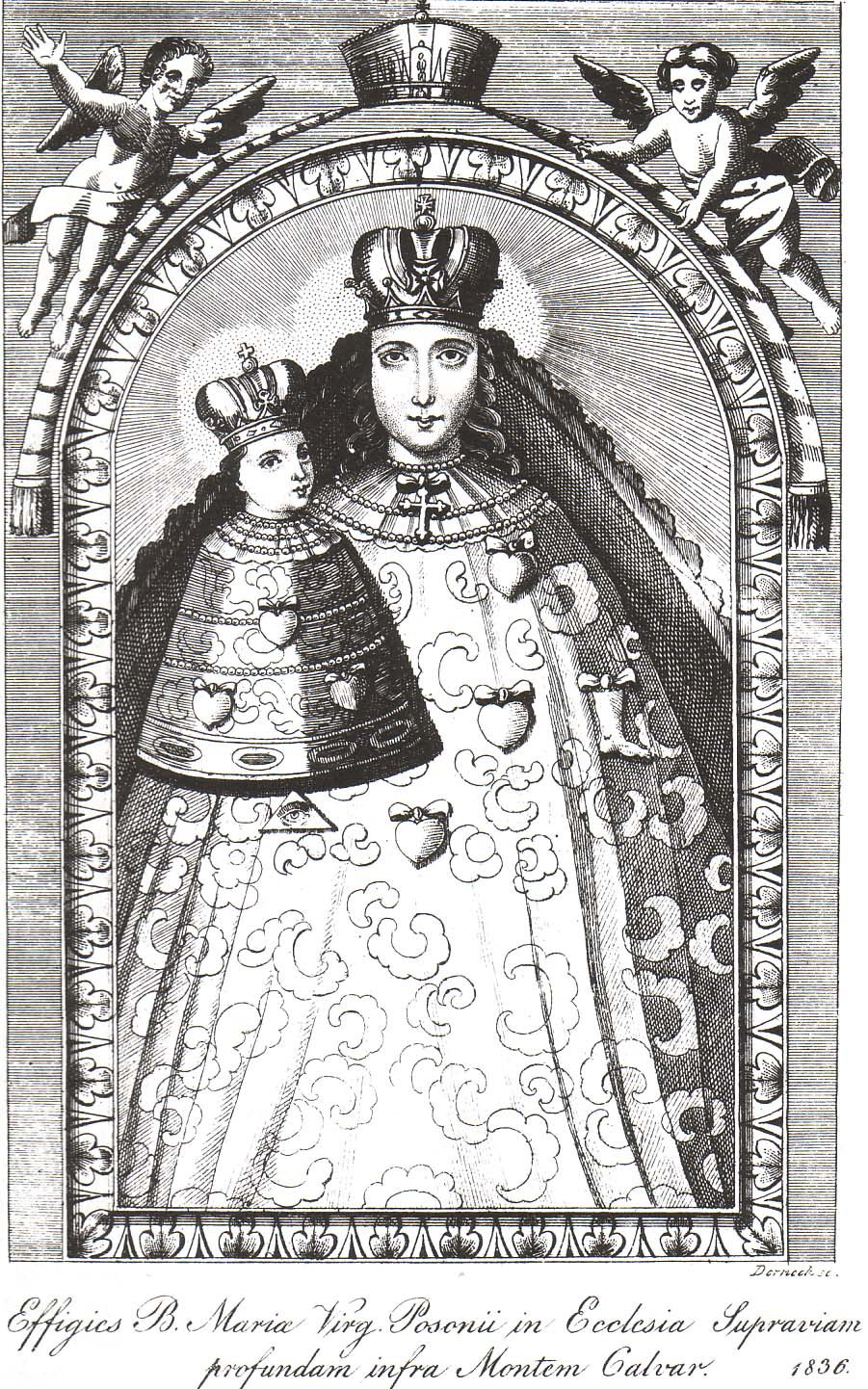
Pozsonyi Mária-kegykép Jordánszky Elek: A Magyar Országban 'saz ahoz tartozó részekben lévő Boldogságos Szűz Mária Kegyelem' képeinek rövid leírása. Posonban, 1836. 145. old.
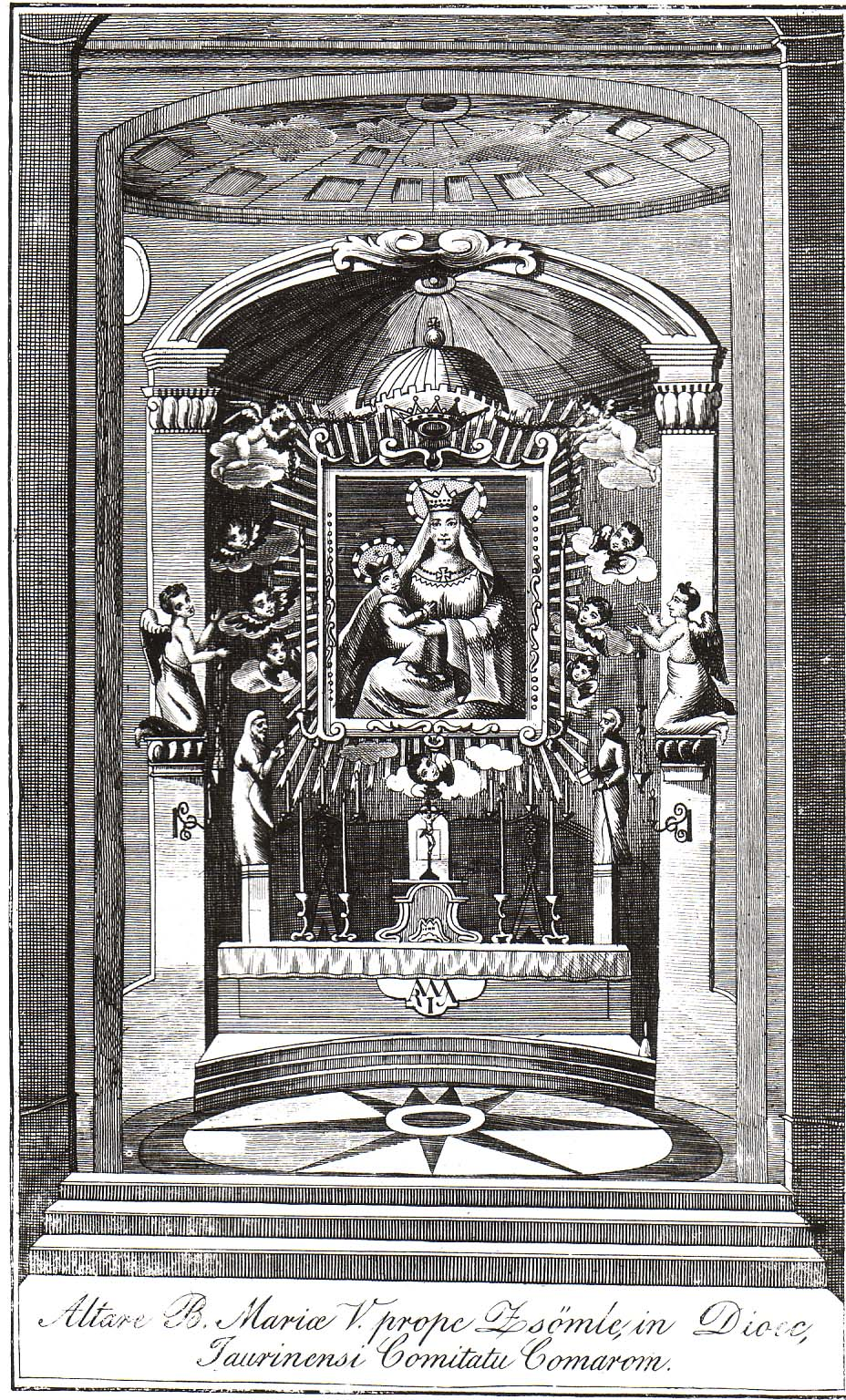
Zsömlei Boldogasszony kegykép. Jordanszky Elek: A Magyar Országban 'saz ahoz tartozó részekben lévő Boldogságos Szűz Mária Kegyelem' képeinek rövid leírása. Posonban, 1836. 70-73. old.
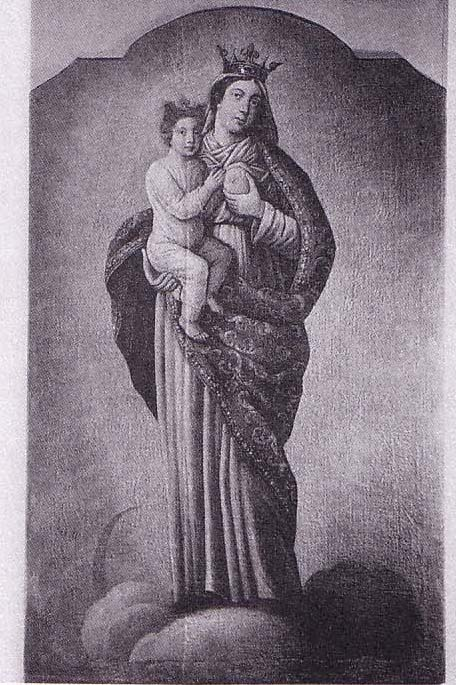
A visnyói Szoptató Mária kegykép
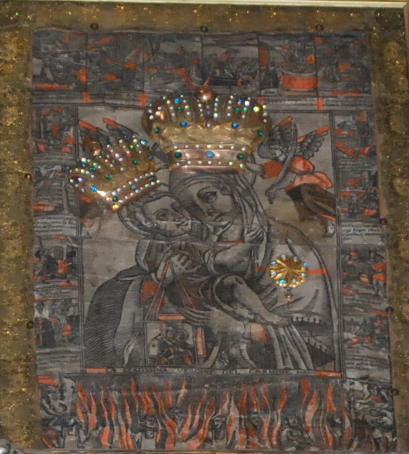
A tűzben megfeketedett papír Szűz Mária-kegykép ma a máriaradnai templomban van.
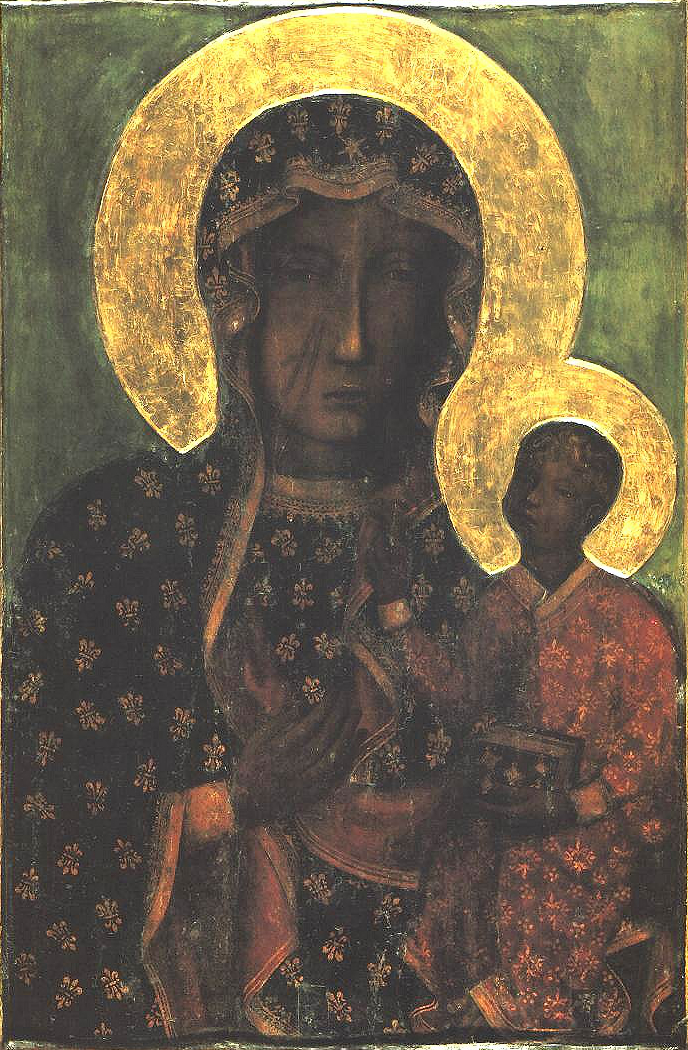
Czestochowa a Fekete Madonna (Czarna Madonna vagy Matka Boska Częstochowska)

## Kegyhelyek galériája

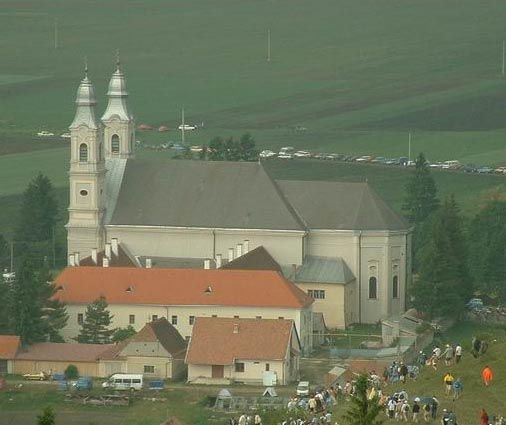
A csíksomlyói kegytemplom és rendház
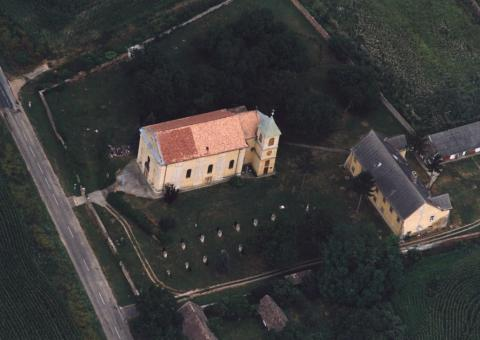
A máriakéméndi kegytemplom
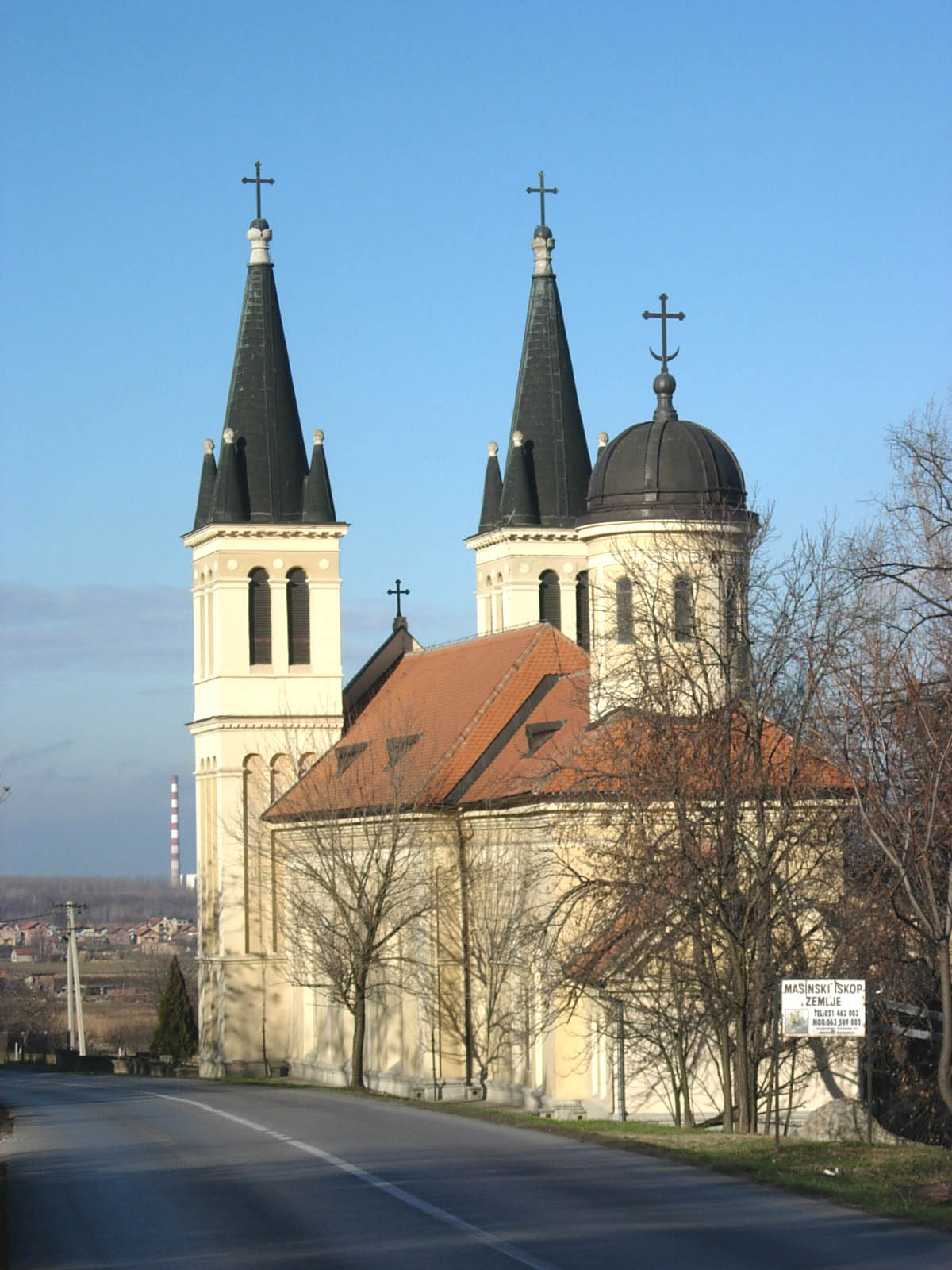
A péterváradi Havas Boldogasszony-kegytemplom
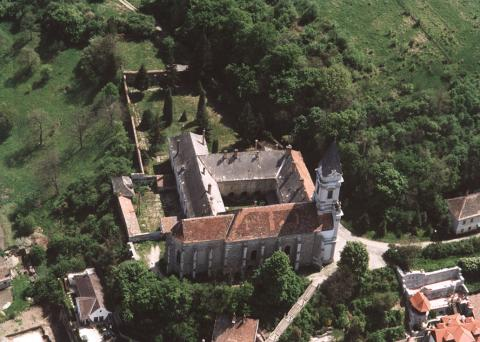
A Sopronbánfalvi kolostor légifotója

## Kapcsolódó webhelyek és médiumok
- Mária kegyhelyek[halott link]
- Harangozó Imre: Radna fényes csillaga A máriaradnai búcsújárásról és az újkígyósiak radnajárásáról Újkígyós 1990
- Búcsújárások honlapja
- A máriabesnyői kegyhely honlapja
- Szűz Mária Kegy- és Emléktárgyak gyűjteménye, Gyula Archiválva 2010. február 1-i dátummal a Wayback Machine-ben
- Mária szobor ruhái Az andocsi kegytemplom Gyűjteménye[halott link]
- Szűz Mária jelenés Hasznos, 1947., www.youtube.com
- 10 méter 53 centiméter magas Szűz Mária-szobor Hercegszántón, www.youtube.com
- Lourdes 2005 – Grotta di Massabielle di sera illuminata, www.youtube.com